# キューバ

キューバ共和国
República de Cuba

国の標語：¡Patria o Muerte, Venceremos!
（スペイン語:祖国か死か、我々は打ち勝つ！）
国歌：La Bayamesa（スペイン語）
バヤモの歌

キューバ共和国（キューバきょうわこく、西: República de Cuba）、通称キューバは、カリブ海の大アンティル諸島（西インド諸島の一部）に位置する社会主義共和制国家。首都はハバナ。人口は10,985,974人 (2023年現在) 。
キューバ共産党による一党独裁体制が敷かれている。政治思想としてはマルクス・レーニン主義とホセ・マルティ思想を採用している。

## 概要
1492年にコロンブスがキューバに来島し、1511年にスペインに征服された。1898年の米西戦争のスペインの敗戦でアメリカ合衆国の軍政下に入り、1902年に独立したが、1934年まではプラット修正条項に基づき事実上アメリカの保護国だった。その後も親米政権バティスタ政権のもとアメリカの影響下にあったが、1959年のキューバ革命でソビエト連邦の影響下の社会主義国に転換された。
政治体制は、1961年に革命前に存在した全ての政党が解散させられ、新党結成も禁止されて以降、キューバ共産党による一党独裁体制が敷かれている。そのため多党制に基づく議員選挙や大統領選挙は存在しない。革命を指導したフィデル・カストロによる統治が革命以来2008年までの長期にわたって続いた。エコノミスト誌傘下の研究所エコノミスト・インテリジェンス・ユニットによる民主主義指数は、世界143位と下位で「独裁政治体制」に分類されている（2019年度）。また国境なき記者団による世界報道自由度ランキングも171位と下位であり、最も深刻な国の一つに分類されている（2020年度）。
人権状況についてヒューマン・ライツ・ウォッチは、政府が反対意見を抑圧するため、日常的に批評家や活動家、抗議者などを恣意的に拘禁していることを指摘している。
外交面では革命直後にアメリカ資本企業を国有化したことを発端に1961年にアメリカとの関係が途絶。以降アメリカから制裁を課されて対立関係となった。1962年にはソ連の中距離ミサイルが持ち込まれ、アメリカが海上封鎖を実行してソ連に断念させた「キューバ危機」が発生している。ベネズエラなどラテンアメリカ地域の反米左派政権との関係を密にしており、アメリカからは1982年以来テロ支援国家に指定されていたが、2015年にはバラク・オバマ政権下のアメリカと国交回復した。その影響で一時テロ支援国家から外されたが、ドナルド・トランプ政権下で再度テロ支援国家に指定された。
経済面はサトウキビ栽培を中心とする農業国であり、製糖業が行われ、輸出の半分以上を砂糖が占めているが、輸出入の60％以上を頼っていたソ連が1990年に崩壊したことで経済的苦境に立ち、在外キューバ人の送金などが経済を支えている。アメリカとの国交回復で在米キューバ人のドル送金の大幅緩和を受けることに成功し、またソ連崩壊以来疎遠になっていたロシアや中国との結びつきも強め、巨額の経済援助を受けている。
軍事面では徴兵制が採用されており、4万9000人の兵力を持つ。軍事予算額は不明。
人口は国連によれば約1125.6万人(2022年7月現在)。先住民のインディオはスペイン統治時代の初期のうちにほぼ絶滅し、代わりの労働力として導入されたアフリカ黒人奴隷の子孫が混血も含めて今日のキューバ住民の約30%を占め、残りは大部分がスペイン系白人である。他に中国人を中心としたアジア系住民も少数暮らしている。公用語はスペイン語。宗教はカトリックが大半を占める。教会は「反革命活動」をしないことを条件に存続が許されている状況にある。
地理としては西インド諸島最大の島キューバ島とその属島からなり、総面積は10万9884平方キロメートル。キューバ島は東西に細長く、大部分が平地と緩やかな起伏のある丘陵地からなっており、島の四分の一を占める山地は各地に散在し、南東端のシエラ・マエストラ山脈中に同国最高峰のトゥルキーノ山（2005m）がある。ウィンドワード海峡を隔てて東にはイスパニョーラ島のハイチとドミニカ共和国が、南には英領ケイマン諸島とジャマイカが存在する。西はユカタン海峡を挟んでメキシコのユカタン半島と、北はフロリダ海峡を隔てて北に145キロ先のアメリカ合衆国フロリダ州（フロリダ半島）と向かい合う。北東にはバハマや英領タークス・カイコス諸島が存在する。

## 国名
正式名称はスペイン語でRepública de Cuba。通称Cuba。[ˈkuba] ( 音声ファイル)
公式の英語表記はRepublic of Cuba。通称Cuba。[ˈkjuːbə] ( 音声ファイル)
日本語の表記は、キューバ共和国。通称、キューバ。スペイン語の原音に近い「クーバ」と呼ぶ人もいる。漢字による当て字は、玖馬、玖瑪、久場、古巴など。中華人民共和国においては「古巴（Gǔbā）」と表記している。
国名は、カリブ海最大の島であるキューバ島からきており、「中心地」という意味のインディオ（タイノ族）の言葉であるクバナカン が由来であるとされている。

## 歴史
ヨーロッパ人の到来する以前のキューバには、南アメリカのギアナ地方から海を渡ってきたアラワク族系のタイノ族や、シボネイ族、カリブ族と呼ばれる先住民が暮らしていた。

### スペイン植民地時代

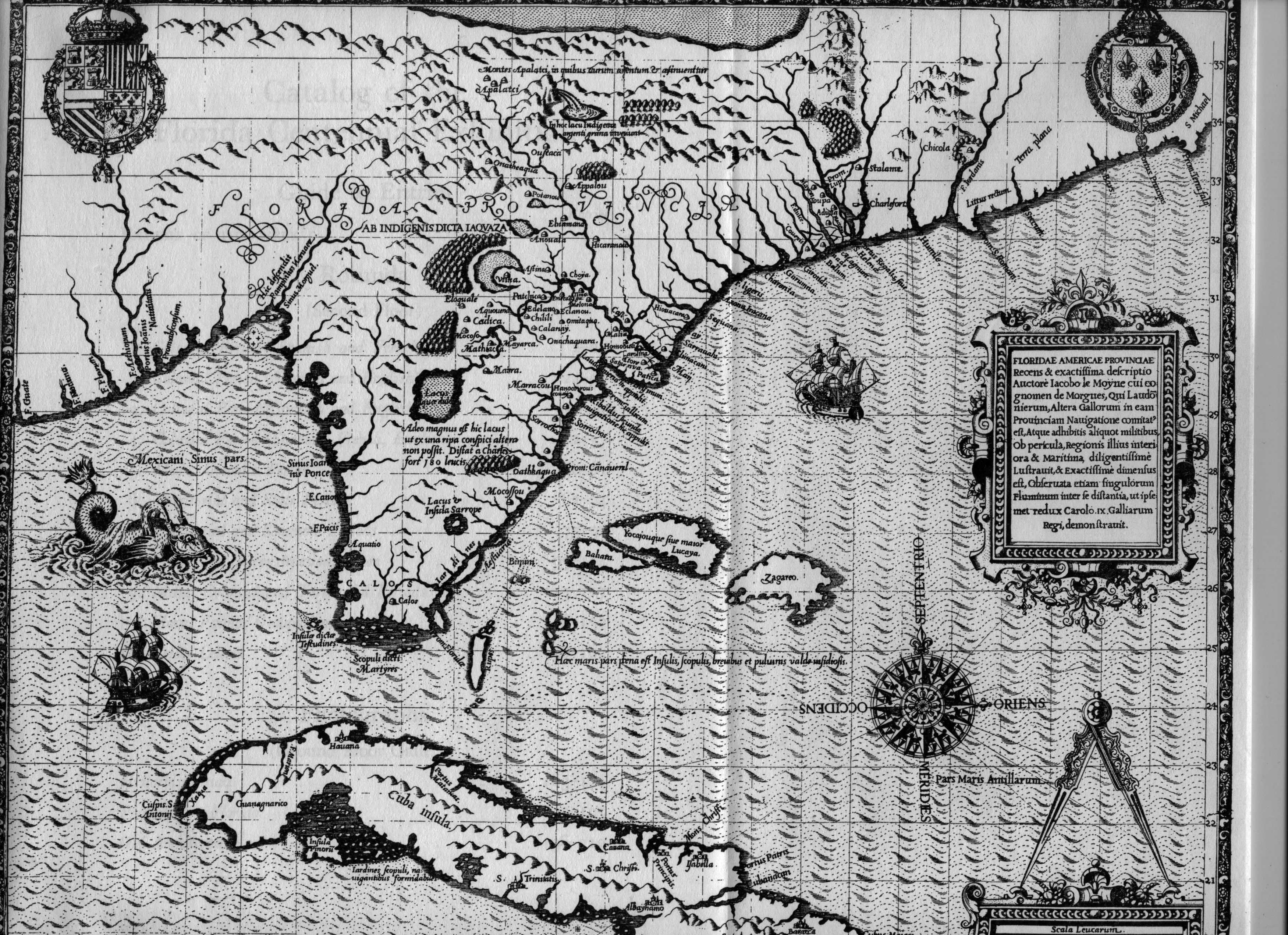
1591年のキューバとフロリダ半島の地図

1492年10月27日、キューバ島はクリストファー・コロンブスの第一次航海でヨーロッパ人に「発見」され、スペイン人による征服が始まった。キューバの住民はインドに到達したと思ったコロンブスによって「インディオ」（インド人）と呼ばれた。インディオたちは、スペイン人に支配されたイスパニョーラ島から逃れてきたアトゥエイに指導されてスペイン人への抵抗を続けたが、1511年、スペインのベラスケスが率いる遠征隊によって征服された。その後も散発的な抵抗が続いたが、植民地化が進むにつれてスペイン人による虐殺、虐待や強制労働、疫病によってそのほとんどが絶滅したとされる。
スペイン人によるキューバの植民地化は同時に砂糖産業、奴隷貿易を盛んにした。インディオの悲劇とは別に、キューバはスペインと中南米の中継地点として著しく発展を遂げた。ハバナは、メキシコ市やリマに続くスペイン領アメリカ植民地第3の都市となり、大学や要塞が建設された。スペインによる開発は技術面で緩慢だった。
19世紀初め、シモン・ボリーバルやホセ・デ・サン・マルティン、ミゲル・イダルゴらの活躍により、大陸部のスペイン植民地はすでに独立していたが、キューバではそのように新たに独立した国から旧王党派が亡命し、スペイン本国はフィリピン、プエルトリコなどとともにわずかに残った最後の植民地キューバを決して手放すまいとして、キューバの駐留スペイン軍を強化した。
また、隣のイスパニョーラ島西部のフランス領サン＝ドマングがハイチとして独立したあと、王政や帝政への移行を繰り返して迷走し、ひどい混乱状態に陥っている様子が伝わってきた。このようなさまざまな事情が積み重なり、砂糖プランターだったクリオーリョ支配層はこの時期には独立を望まなくなっていた。
その後、サン＝ドマングから逃げてきたフランス人農園主の技術が導入され、キューバでも大規模な奴隷制砂糖プランテーションが発達し、1840年代には世界最大の砂糖生産地となった。また、それまでスペインの専売だった葉巻の販売が自由化されると、砂糖に加えて葉巻の通商でも富を得るようになった。しかし同時に、1830年代からスペインの支配者が次第に抑圧的となり、キューバ国内の入植者の間では次第に独立の気運が高まり、一時キューバのアメリカ合衆国編入を目指す運動も起きた（こうした動きはエル＝サルバドルやドミニカ共和国にもあった）。

### 独立戦争（1868年 - 1902年）

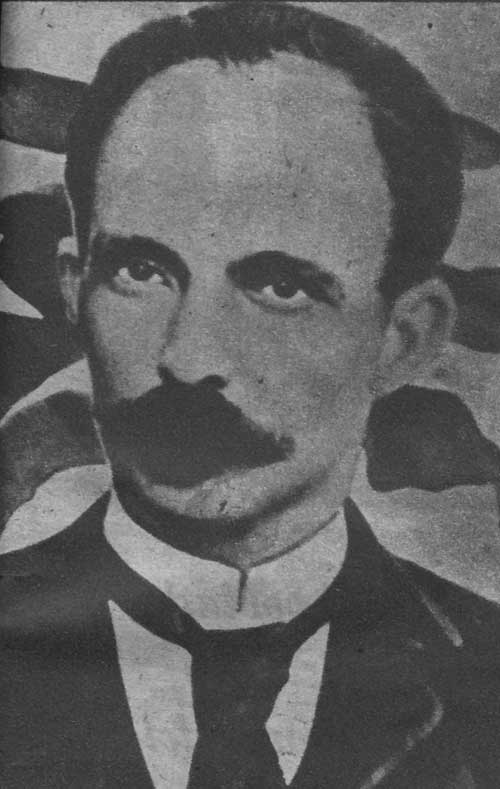
ホセ・マルティ

最初の独立闘争はアメリカ合衆国への併合を求めたカルロス・マヌエル・デ・セスペデスにより1868年に始められた。これは第一次キューバ独立戦争として知られ、10年あまりにわたって続けられたが、1877年にスペイン当局によりキューバへの自治が認められると終結し、1878年にはサンホン条約が結ばれスペインと休戦した。しかし、ムラートのアントニオ・マセオ将軍をはじめとする一部の人々はこの決定を不服とし、キューバの完全独立を目指して解放戦争を続けた。1886年には奴隷制度が完全に廃止されたが、もはやキューバ人への独立への願いを止めることはできなかった。
1892年、ホセ・マルティをはじめとする亡命キューバ人がアメリカ合衆国のニューヨークを拠点としてキューバ革命党を設立し、マルティの指導によって1895年から第二次キューバ独立戦争が再発した。マルティは同年戦死したものの、マキシモ・ゴメス将軍の指導するキューバ独立軍はスペイン軍との死闘を続け、1898年には島の半分以上をスペインから解放するところにまできた。しかし、独立戦争の勝利が目前に迫った1898年2月15日、同国人保護のために停泊していたアメリカ合衆国の戦艦メイン号がハバナで謎の爆沈を遂げると、激怒したアメリカ国民の支持を背景にキューバ独立戦争へのアメリカの介入が始まった。こうして同年にスペイン・アメリカ・キューバ戦争が勃発すると、アメリカ軍は瞬く間にキューバ全島からスペイン軍を駆逐し、戦争はアメリカ合衆国の圧倒的な勝利となった。

### 旧共和政時代（1902年 - 1959年）
1898年に締結されたパリ条約によってスペインの敗戦が決まると、スペイン植民地だったフィリピン、グアム、プエルトリコは割譲されてアメリカの植民地となり、キューバでは降伏したスペイン軍と結んだアメリカ軍により軍政が敷かれた。
1902年5月20日にキューバ共和国は独立を達成した。400年に及ぶスペイン支配から解放されたかに見えたが、それはスペインに代わるキューバの新たな主人、アメリカ合衆国による支配の始まりでもあった。同年、キューバ国憲法の制定に際して、アメリカ合衆国議会はプラット修正条項（Platt Amendment）を要求した。これにより、キューバはアメリカの内政干渉権を認め、グァンタナモとバイア・オンダの2か所にアメリカの軍事基地を置くことなどが盛り込まれ、実質的にはアメリカの保護国となった。なおアメリカは1903年にグァンタナモ湾を永久租借した契約を盾に、1959年の革命政権の誕生後も今日に至るまで、グアンタナモにアメリカ海軍の基地を置き続けている。
「独立」後、キューバにはアメリカ資本が数多く進出し、製糖産業など多くの資源産業をアメリカ企業が支配した。また、政治家の不正が度重なって生じたことで、キューバの現状に対する国民の不満はより深化していった。このような国民の不満は、早くも1906年に反乱として表面化し、1909年までキューバはアメリカ軍の管理下に置かれた。反乱は1912年、1916年にも発生し、アメリカが介入する事態となった。キューバではクーデターの発生や相次ぐ政変により、1930年代まで政治的な不安定期が続いた。アメリカはやむなくプラット修正条項を廃棄（海軍基地設置の条項は除外）するなどした。
不安定な政治状況は、1933年から政治の主役を演じていたムラートのフルヘンシオ・バティスタ（Fulgencio Batista）軍曹が、1936年に政権の実権を握ったことで一定の安定を見せ、キューバ政府が社会経済の改革計画を実行できるまでになった。そして、1940年になると、バティスタの大統領就任と新憲法の公布により、ようやくキューバでは政治的緊張が緩和された。1944年の総選挙でバティスタが敗北したあと、キューバは国際連合設立（1945年）や米州機構設立（1948年）に参加した。しかし一方で、国内では砂糖の国際価格の不安定化とインフレ問題が重要課題として浮上し、政府が有効対策をとれなかったことで、社会不安が拡大した。

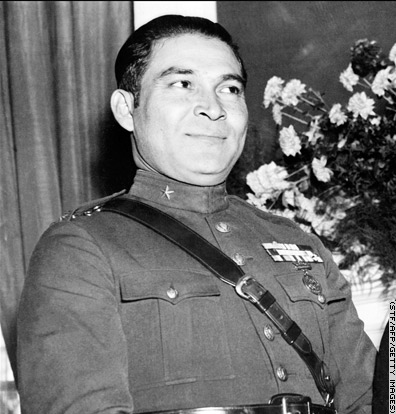
バティスタ大統領（1952年）

1952年にバティスタはクーデターで政権を奪取し、憲法を停止したうえで2度目のバティスタ政権を開始した。この政権でバディスタは、亡命時代に関係を築いたマフィアのキューバ国内における利権の保護と引き換えに私欲を満たすようになる。さらにキューバの産業にアメリカ資本が流れ込み、アメリカ企業による搾取、支配が行われた。これにより、バディスタ政権はアメリカによる事実上の傀儡政権となった。
1953年7月26日に、このようなアメリカによる半植民地状態の克服を夢見て、弁護士フィデル・カストロ率いる青年たちが蜂起（モンカダ兵営襲撃）したが失敗に終わり、関係者は投獄された。1954年にバティスタは形式のみの信任選挙で再選を果たし、1955年の大統領就任と同時に憲法に基づく統治を復活させ、フィデル・カストロらの政治犯に恩赦を与えた。フィデル・カストロは恩赦によって出獄すると反政府組織「7月26日運動（M26）」を結成、同志とともにメキシコに亡命した。その後、砂糖の国際価格の安定によりキューバ経済の状況は改善されたが、バティスタの独裁体制は継続され続けた。
メキシコ亡命後、フィデル・カストロらはその地でグアテマラ革命の崩壊に立ち会ったアルゼンチン人医師のエルネスト・“チェ”・ゲバラと出会い、ゲリラ戦訓練を受けたあと、1956年12月にヨット「グランマ号」に乗ってキューバに上陸した。その際、政府軍の攻撃でフィデル・カストロらは壊滅的打撃を受けたが、マエストラ山脈を拠点として政府軍へ2年あまりのゲリラ闘争を行った末、1959年1月1日にバティスタを国外逃亡に追い込んだ（キューバ革命）。

### キューバ革命（1959年 - 80年代）

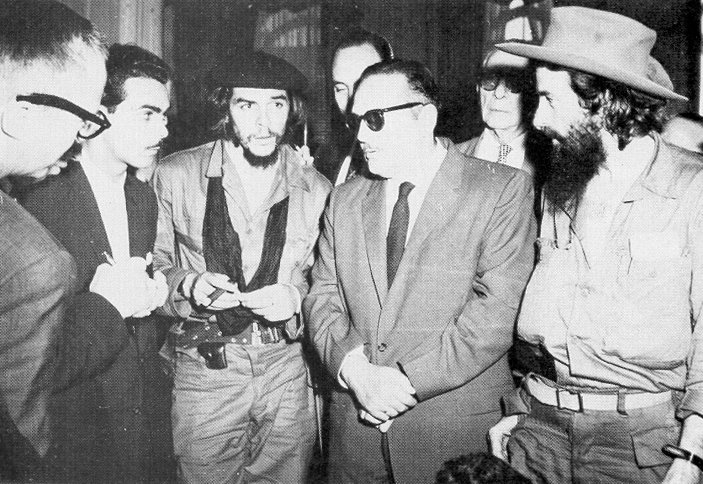
マヌエル・ウルティア大統領、チェ・ゲバラ、カミーロ・シエンフエゴス

革命軍はハバナに入城し、キューバに革命政権が誕生した。その際に革命政権は発足後数週間のうちに軍事法廷で旧バティスタ政権関係者を裁き、およそ550人を処刑した。その後、2月半ばにフィデル・カストロが首相に就任すると、革命政権は一連の農地改革法を実施し、砂糖よりも食料になる作物の生産に力を入れ始めた。また、製糖業などでアメリカ資本に握られていた土地と産業を国有化して、農業の集団化を実施するなど社会主義国の建設を推進した。この過程で、医者をはじめとする中・上流階級の多数の人々がアメリカなどへ亡命した。
バティスタ政権を失ったアメリカは、革命政権とは別の政権樹立に向けた動きを見せていたが、1959年5月から革命政権が実施した徹底的な農地改革に直面したことで、革命政権を敵視するにいたった。アメリカに敵視されたキューバ革命政権は、当時続いていた冷戦による米ソ対立を背景にソビエト連邦と接近し、1960年にソ連と正式な外交関係を結んだ。具体的には砂糖の購入や経済協力を織り込んだものとされる。
これによりアメリカ政府との対立が決定的になると、キューバ政府は国内からのアメリカ企業の排除に努め、アメリカ資本の進出企業を接収した。こうして、キューバ国内のアメリカ系大企業は国有化された。
1961年1月3日、アメリカ政府は無報酬で企業財産を接収するキューバ政府に業を煮やして外交関係を断絶。対抗措置として少量ながら続けていたキューバ産砂糖の輸入も全面禁止した。そして、アメリカの支援と訓練を受けた亡命キューバ人の反革命軍をキューバ南部のヒロン湾（英語ではピッグス湾）に侵攻させたが、反革命軍は撃退されて目標を果たせなかった（ピッグス湾事件またはプラヤ・ヒロン侵攻事件）。この事件をきっかけにキューバは1959年の革命の社会主義化宣言を発し、本格的にソ連や東側諸国との結びつきを強めるようになった。

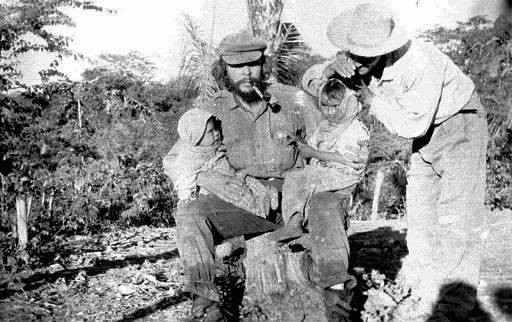
ボリビアにおけるチェ・ゲバラ（1967年）

1962年2月3日、アメリカのジョン・F・ケネディ大統領はキューバとの輸出入を全面禁止し、キューバの経済封鎖を行うと発表した。同年、キューバにおけるソ連の弾道ミサイル基地の建設とミサイルの搬入が明らかとなり、核戦争の危機となった。アメリカは、海上封鎖で対抗した。ソビエト連邦やキューバは反発した。ソビエト連邦側からの申入れで交渉が行われ、アメリカがキューバへ侵攻しないことを条件に、ソ連がミサイルを撤去することに同意し、この危機は回避された。核戦争は回避したが、アメリカとキューバの関係は一挙に悪化した。
1965年にアメリカとキューバは反体制派キューバ人のアメリカ亡命を認めることで合意し、1973年までに26万人以上がキューバを去った。1960年代のキューバは第三世界非同盟外交に基づいて世界革命を推進し、アジア、アフリカ、ラテンアメリカ各地に軍事顧問団を派遣した。ベトナム戦争を戦う北ベトナムや、セク・トゥーレ政権のギニア、ベン・ベラ政権のアルジェリアなどと関係を深め、コンゴ民主共和国やボリビアにはチェ・ゲバラ率いるゲリラ部隊が派遣された。1967年にゲバラがボリビアで戦死したため、『ゲリラ戦争』で主張されたマルクス・レーニン主義、チェ・ゲバラ＝フィデル・カストロ路線に基づくラテンアメリカでの農村ゲリラ革命路線は失敗に終わった。ゲバラの死後のラテンアメリカ諸国の社会主義運動は、1970年のチリにおけるサルバドール・アジェンデ政権成立のように平和革命路線に移行し、キューバもそれまでの強硬路線に代えて、徐々に平和的変革を支持した。
1973年、CIAによって画策されたチリ・クーデターでアジェンデ政権が崩壊し、ラテンアメリカの平和革命路線の限界が露呈した。キューバは国内の社会主義建設を制度化するために1976年憲法を制定し、社会主義化が法制化された。内政面では医療や教育に重点を置いた国造りが、文化面では映画や美術やアフリカ系文化の復興運動が進み、外交面では多くが社会主義国として独立したアフリカの旧ポルトガル植民地や、社会主義化したエチオピアの戦争（内戦）に軍隊を派遣した。特に南部アフリカのアンゴラに対しては1975年の独立前後から軍を派遣し、アンゴラ内戦が勃発すると、内戦に介入した南アフリカのアパルトヘイト政権と戦うために最盛期には5万2,000人の兵力を派遣した。
1980年代に入り、エチオピアでのオガデン戦争とアンゴラ内戦はともに膠着状態に陥り、キューバの負担も増加した。そのためまずはエチオピアから撤退し、1988年のクイト・クアナヴァレの戦いのあと、アンゴラからも名誉ある撤退を求めて、南アフリカとの間にアメリカが提唱していたリンケージ政策を受け入れ、当時南アフリカ領だったナミビアの独立と引き換えに撤退した。またカリブ海地域では1983年、島国グレナダに軍事顧問や労働者を送って東側接近を支援したが、米軍の介入で頓挫した（グレナダ侵攻）。

### 冷戦終結以降（1991年 - 現在）

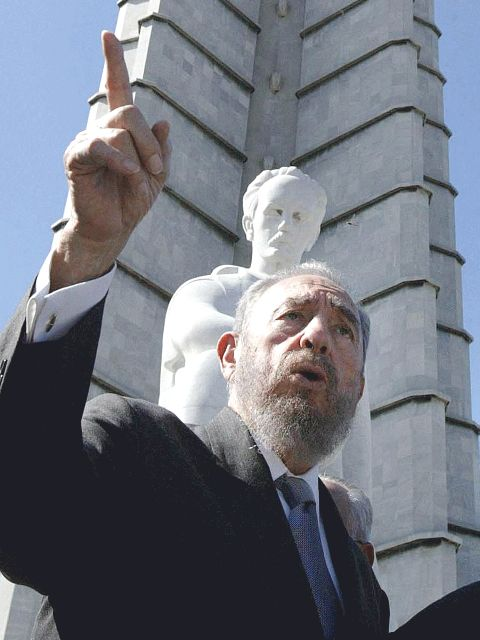
ハバナの革命広場にあるホセ・マルティ記念碑の前で演説するフィデル・カストロ（2003年9月27日）

冷戦が終結し、1991年にソ連が崩壊すると、それまでキューバ産砂糖とソ連製の石油をバーターで取引してきたキューバの経済構造の基盤は大打撃を受け、経済はかつてない規模の衰退に陥った。経済崩壊状態に陥ったキューバから脱出すべく、筏（バルサ）で米国フロリダ州を目指して亡命を図るバルセーロスと呼ばれる人々が増加した。亡命を希望しなかった人々の間でも1993年に米ドルの所持が解禁されたため、米ドルを持てるものと持たざる者の間に格差が生まれ、それまでの平等主義体制に亀裂が入る結果となった。
深刻な経済衰退を受けて、政府は私的所有や国営企業の民営化などの経済競争の面での自由化を部分的に取り入れ、観光業の振興を軸に経済の再生を測った。民営化ではスペインなどの機関投資家を参加させた。このような政策は功を奏して、フィデル・カストロ政権は1990年代のもっとも困難な時期を乗り切り、キューバ共産党による一党制体制は維持されたものの、他方で1990年代を通して土地の私的所有や宗教信仰の自由などを認める各種の自由化が進んだ。この中には1995年制定の外国投資法もあった（2014年改正）。
2000年代にかけてキューバは中華人民共和国との関係を深めた。また、ベネズエラのウゴ・チャベス政権とは石油などにおける資源ナショナリズムを共有し、外交姿勢は社会主義を堅持している。
アメリカ合衆国下院は2003年9月9日、アメリカ人のキューバ訪問禁止解除の法案を可決（今回で4度目の可決、賛成227、反対188）。10月23日には上院も同趣旨の法案を可決（賛成59、反対38）。いずれもジョージ・W・ブッシュ大統領の所属する共和党主導で行われた。11月6日、アメリカ合衆国上院はさらに外交委員会で渡航禁止解除を決議した。ブッシュ政権は2004年の大統領選に向け、大票田であるフロリダ州のキューバ系アメリカ人票をつなぎ止めるため、上下両院で可決された法案に対し拒否権発動の姿勢を崩さなかった。キューバとの通商はフィデル・カストロを利するだけで、一般のキューバ人への利益にはならないとした。
国際連合総会では1992年以来連続でアメリカに対してキューバに対する国交断絶と経済制裁を終了し、外交・経済関係を回復するよう求める決議案が提出され、採決の結果は毎年、アメリカとイスラエルが反対、パラオ、ミクロネシア、マーシャル諸島は棄権、それ以外の国はすべて賛成で可決されてきた。特に2015年には史上最多の191国が決議に賛成した（従来棄権していた太平洋の島嶼諸国も賛成に回り、反対票はアメリカとイスラエルのみ）。
2006年7月31日、フィデル・カストロ国家評議会議長は声明を出し、7月後半のアルゼンチン外遊の多忙な日程の影響で腸に急性の問題が発生、出血が続いているため、外科手術を受けたと発表した。そして権限を数週間、弟のラウル国家評議会第一副議長兼国防相に委譲したことを明らかにした。声明は秘書官が読み上げ、国営テレビ・ラジオで伝えた。2006年8月3日、アメリカのブッシュ大統領はフィデル・カストロ声明に便乗して、「われわれは民主主義を約束するキューバの移行政権を樹立する努力を支持する」と「政権転覆」を呼びかける声明を出した。
2007年5月、米テキサス州エル・パソの連邦地裁が、クバーナ航空455便爆破事件に関与した反革命傭兵軍のルイス・ポサダ・カリレスを釈放し、キューバの雪解けは国際政策となった。
2008年2月19日、フィデル・カストロは国家評議会議長（国家元首）と閣僚評議会議長（首相）、軍最高司令官の退任を正式に表明した。2月24日、人民権力全国会議（国会）が招集され、国家評議会議長に弟のラウルが選出された。ラウルは就任早々、規制緩和を次々打ち出し、一般国民の携帯電話所持やホテル宿泊、家電製品購入などが自由にできるようになった。2008年4月28日、ラウル・カストロ国家評議会議長は、第6回中央委員会総会で、第6回党大会を来年度後半に開くことを提案した。大会開催は1997年10月以来12年ぶりとなる。8月19日、キューバ中央銀行が日本の化学品商社・明和産業への輸入代金の支払に発行した信用状（L/C）が期日までに決済不能に陥ったことが判明した（債務不履行）。明和産業によると債権額は約8億7,200万円であり、独立行政法人日本貿易保険が一部焦付額に保険を適用すると発表した。なお、日本貿易保険はキューバ中央銀行から「当行一行だけの問題ではなく、国全体の決済資金が不足している」との説明を受けたとしている。
アメリカのバラク・オバマ政権は従来のキューバ敵視政策を転換し、2014年に両国は国交回復交渉の開始を発表。お互いの捕虜を解放し、送金や輸出の緩和を実行した。翌2015年には54年ぶりに国交が回復され、2016年にはオバマ大統領がハバナを訪問した。
その後、2017年のドナルド・トランプ大統領就任以降、アメリカはキューバに再び厳しい姿勢を示している。

### 略年表
- 1492年 クリストバル・コロン、キューバ島に到着（12月27日）
- 1509年 ディエゴ・ベラスケス・デ・クエリャル、キューバ総督に任命
- 1868年 第一次独立戦争（10年戦争）開始
- 1895年 ホセ・マルティ、オリエンテのラプライータに上陸、第二次独立戦争開始（4月10日）
  - 5月19日 マルティ戦死
- 1898年 米西戦争（2月）
- 1902年 独立、エストラーダ＝パルマ政権発足（5月）
- 1903年 アメリカ、グァンタナモ湾を租借
- 1952年 バティスタ軍曹のクーデター（3月）
- 1953年 モンカダ兵営襲撃（7月26日）、モンカダ裁判（9月）
- 1955年 フィデル・カストロ恩赦、メキシコへ亡命
- 1956年 グランマ号でオリエンテ州に上陸（12月）7月26日運動、活動開始
- 1957年 革命幹部会による大統領官邸襲撃（3月）
- 1958年 反乱軍の最終攻勢始まる
- 1959年 バティスタ大統領亡命（1月1日）
  - 2月17日 フィデル・カストロ、首相に就任、革命政権成立（キューバ革命）
  - 4月15日 フィデル・カストロ、ニューヨークへアメリカ政府に対する表敬訪問。アメリカ政府はアイゼンハウアー大統領がゴルフに出かけたとの理由で首脳会談を拒否
  - 5月17日 農地改革法公布
- 1960年 アメリカ政府、キューバ砂糖輸入割当廃止の意向発表
  - 2月4日 アナスタス・ミコヤンソ連副首相訪問、キューバ・ソ連通商条約調印
  - 4月4日 ユナイテッド・フルーツ社有地が接収される
  - 6月29日 テキサコ製油所介入
  - 7月1日 エッソとロイヤル・ダッチ・シェルの製油所へ介入
  - 7月2日 アメリカ政府、キューバ砂糖輸入割当制度を廃止
  - 8月6日 アメリカ企業接収
- 1961年 アメリカと国交断絶（1月3日）
  - 4月4日 傭兵軍航空機によるハバナなどへの航空施設爆撃
  - 4月16日 フィデル・カストロ、社会主義革命宣言
  - 4月17日 反革命傭兵軍上陸事件（- 19日 ピッグズ湾事件）
  - 4月25日 アメリカ、対キューバ全面的貿易封鎖発表
- 1962年 キューバ危機（10月15日）、ケネディ米大統領、対キューバ海上封鎖宣言（10月22日）
  - 10月27日 オリエンテ州北部でU-2機撃墜
  - 10月28日 フルシチョフ・ソ連首相、ミサイル撤去受け入れ
- 1963年 フィデル・カストロ、初のモスクワ訪問
- 1965年 キューバ共産党結成
- 1967年 フィデル・カストロ、チェ・ゲバラのボリビアでの死亡を発表
- 1975年 第一回共産党大会、アンゴラ派兵本格化
- 1976年
  - 新憲法制定
  - クバーナ航空455便爆破事件。傭兵軍のルイス・ポサダ・カリレス、乗客乗員73人全員を殺害
- 1977年 アメリカと利益代表部設置で合意
- 1981年 革命ニカラグアへ派遣した教師が暗殺
- 1983年 アメリカのグレナダ侵攻に抗議して派兵
- 1992年 憲法改正により、キューバを社会主義国家と定義。米国でトリチェリ法[注釈 3] 成立、ジョージ・H・W・ブッシュ大統領が署名
- 1993年 ドル所有の合法化
  - 12月22日 フィデル・カストロの実の娘、アリナ・フェルナンデスがアメリカへ亡命
- 1995年 米・キューバ移民協議、難民問題でアメリカ政府と合意[23]
- 1996年 アメリカでヘルムズ＝バートン法[注釈 4] 成立、クリントン大統領が署名
- 1998年 ローマ教皇ヨハネ・パウロ2世のキューバ訪問
- 1999年 アメリカ、対キューバ経済制裁の一部緩和措置発表、エリアン少年事件
- 2000年 アメリカによる対キューバ経済制裁の一部緩和措置発表
- 2001年 アメリカからへの食糧購入開始
- 2002年 ジミー・カーター元アメリカ大統領キューバ訪問。憲法改正
- 2005年 米国務長官コンドリーザ・ライス、キューバを北朝鮮やイランと並ぶ「圧制の拠点」と発言し、打倒すべき独裁政権のひとつにあげた。キューバ航空機爆破、フィデル・カストロ暗殺未遂など親米テロの廉で逮捕され、保釈後ベネスエラへ逃亡していた傭兵軍のカリレス、アメリカへ亡命を求めて脱出するもマイアミで逮捕される
- 2008年
  - 2月 フィデル・カストロ、国家評議会議長引退を発表
  - 2月24日、ラウル・カストロが国家評議会議長に選出
- 2009年
  - 6月 米州機構総会においてキューバの復帰が認められる。しかしキューバは復帰を拒否
- 2011年 部分的に市場経済が導入される
- 2014年
  - 12月18日 アメリカとの国交正常化交渉を開始すると発表
- 2015年
  - 4月11日 59年ぶりのアメリカ・キューバ首脳会談が行われる
  - 7月20日 アメリカと国交回復
- 2016年
  - 9月、国営企業で働く約100万人を対象に10月から課税すると発表。約半世紀ぶりに国営企業従業員への課税となる
  - 11月25日、フィデル・カストロ前国家評議会議長が死去[24]
- 2018年
  - 4月19日、ミゲル・ディアス＝カネルが国家評議会議長に就任
- 2019年
  - 新憲法（現行憲法）制定。国家元首の役職が43年ぶりに「大統領」となる
- 2021年
  - 4月19日、共産党第8回党大会にて引退を表明したラウル・カストロに代わる第一書記にミゲル・ディアス＝カネルを選出[25]

## 政治
- 政体：社会主義・共和制

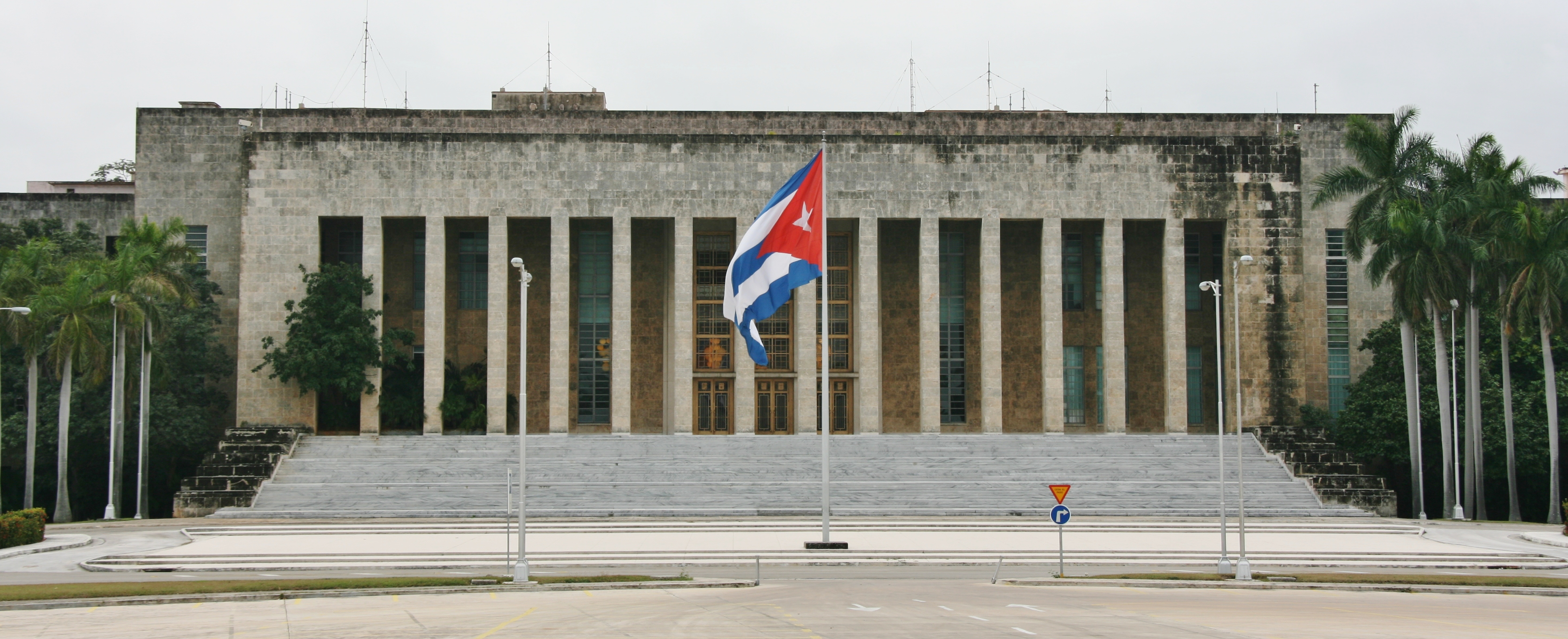
キューバ共産党本部

- 憲法：2019年に現行憲法を制定・施行した。私有財産を認める一方、「共産党」の統治や「社会主義」体制は堅持する[26][27]。1976年に制定された旧憲法は、1992年、2002年に一部修正。1992年の憲法修正で、キューバを「社会主義」国家と定義（第1条）。2002年の修正で、「社会主義体制は不可侵（変更不可能）」とする条項を追加した。
- 最高指導者：キューバ共産党第一書記。現任はミゲル・ディアス＝カネル（2021年 - ）。
- 元首：元首職はキューバ共和国大統領。現任はミゲル・ディアス＝カネル（2018年 - ）。
- 議会：立法権行使機関として、一院制の人民権力全国会議（1976年発足）が存在。当初は、代議員を人民権力地方会（地方自治体）の中から選出する間接選挙制を採用していたが、1992年から国民が代議員を直接選出する直接選挙制度に移行した。総数589議席、任期5年。毎年2回定期的に開催され、議員中から31名の国家評議会議員を選出する。国家評議会は人民権力全国会議の閉会中に、立法機能を代行する。国家評議会議長はかつて国家元首を務めていた。
- 内閣：2019年の改憲で専任の首相職が43年ぶりに復活した。任期は5年。初代は元観光相のマヌエル・マレロ・クルス（2019年 - ）。
  - 内閣に相当する行政機関として、閣僚評議会が存在した。閣僚評議会議長・第一副議長・副議長8名・各国家委員会議長11名および各部長官23名によって構成される。首相（政府首班）に相当する閣僚評議会議長は、国家評議会議長が兼任。
- 政党：合法政党は「キューバ共産党（PCC）」のみの一党制。憲法第5条でPCCは「社会と国家の最高の指導役」とされている。党の有力下部組織として「青年共産主義者同盟」を有する。
- 司法：司法権行使機関は、最高裁判所として人民最高裁判所が存在する。最高裁判事は、人民権力全国会議が選出する。法律の規定により、下級裁判所は州および自治体ごとに置かれているほか、特別裁判所として、国家に対する犯罪を扱う革命裁判所が存在する。
- 地方自治体：地方自治を行う人民権力地方会として、人民権力行政区会議と人民権力州会議が存在する。詳細は地方行政区分を参照。
- 反政府組織：主要勢力として、キューバ系アメリカ人財団（CANF）がアメリカのフロリダに存在する。
- 対外関係：非同盟諸国との連帯、反帝国主義および民族解放運動支援が、フィデル・カストロ政権時代の伝統的な対外政策の最優先課題である。1960年の対ソ連接近にともない、アメリカとは1961年1月3日に国交を断絶した。以後、米国から禁輸措置を受けるが、アメリカ・キューバ両国は2014年12月に国交正常化交渉を開始すると発表し、2015年7月に国交を再開。近年ではラテンアメリカ諸国の「左派」政権との間で外交活動を活発に展開、キューバ人医師の派遣や医学を志す留学生の受け入れ（条件つきながら無料で学べる）など、医療支援も活発に行われている。

## 国際関係

キューバが外交使節を派遣している諸国の一覧図
赤色：キューバ本国
濃い青色：外交使節（大使館）派遣国
薄い青色：政府職員（利益代表部）派遣国
灰色：外交使節を派遣していない国

### アメリカとの関係
1959年のキューバ革命以後、アメリカから軍事侵攻（プラヤ・ヒロン侵攻事件）、政権転覆工作（「キューバ計画」）、カストロ暗殺工作などの敵視政策を仕掛けられ、アメリカから2015年までは「テロ支援国家」に指定されており、国交がない状態であった。アメリカからは1962年以後、人道的措置と称する食料や医薬品を例外として経済封鎖、経済制裁が継続されている。アメリカの航空会社もチャーター便の運行はあるものの定期便は就航させていない。キューバ共和国独立翌年の1903年、アメリカはキューバ東部のグアンタナモ湾の一部を永久租借してアメリカ海軍基地を建設しており、現在もグアンタナモ米軍基地が存在する。
アメリカ政府は、カストロ政権を打倒して傀儡政権を再樹立し間接支配を復活するために、亡命キューバ人に武器と資金を供給して軍事訓練を行い、1961年4月に亡命キューバ人武装勢力をキューバに侵攻させたが作戦は失敗し、1961年4月にキューバに経済制裁・貿易封鎖を実行した。アメリカ政府はその後も1962年10月までキューバに対して武力行使を繰り返したがカストロ政権を打倒できず、アメリカ政府に政権を打倒されると危機を感じたカストロはソ連に支援を求めた。1962年10月にキューバ危機が発生し、米ソ核戦争の危機になったが、ソ連が譲歩してミサイル基地の撤去に応じて戦争は回避された。アメリカ政府はその後もカストロ政権転覆工作やカストロ暗殺工作を繰り返し、政権転覆や暗殺を恐れたカストロが、キューバと自分を守るためにケネディ大統領暗殺作戦を遂行したとの推測もある。
1980年代以降も、アメリカはキューバを1982年にテロ支援国家に指定し、1996年にはアメリカでキューバ経済制裁強化法（ヘルムズ・バートン法）が成立するなど、アメリカ・キューバ両国は長年にわたって敵対してきた（米国の対キューバ禁輸措置も参照）。
しかし、アメリカ・キューバ両国はカナダやローマ教皇フランシスコの仲介で2013年から舞台裏での交渉を開始し、2014年12月18日にはアメリカのバラク・オバマ大統領とキューバのラウル・カストロ国家評議会議長がそれぞれ演説を行い、アメリカとキューバの国交正常化に向けた交渉を開始すると発表した。以後、

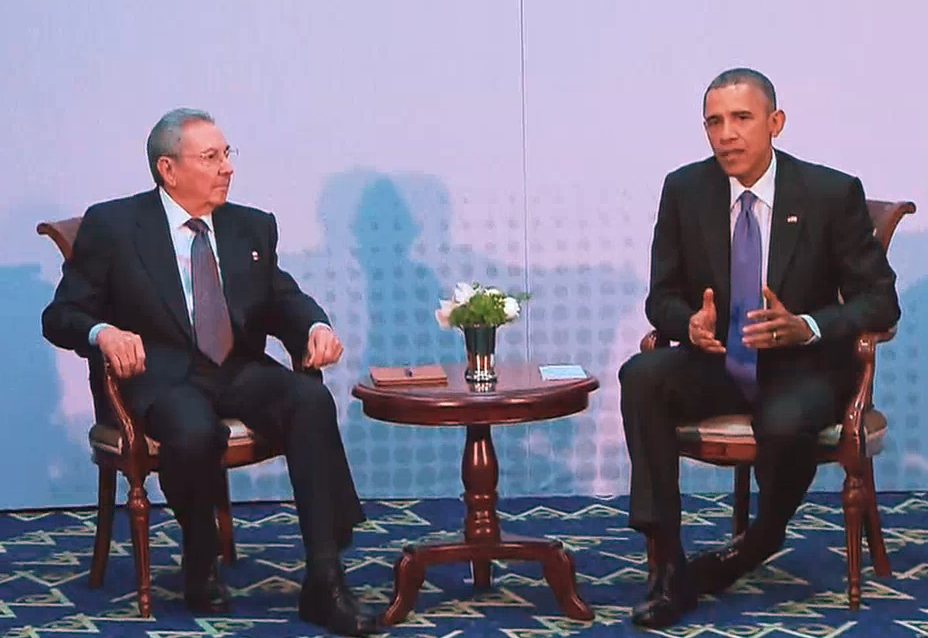
ラウル・カストロ国家評議会議長とオバマ大統領の首脳会談（2015年4月11日）

- 2015年4月11日 - パナマで行われた米州首脳会議の会場でオバマ大統領とラウル・カストロ議長による59年ぶりの米・キューバ首脳会談が行われ、国交正常化に向けて話し合われた[31]。
- 2015年5月30日 - アメリカがキューバのテロ支援国家指定を解除[32]。
- 2015年7月1日 - 両国が相互に大使館を設置することで合意[33]。
- 2015年7月20日 - 両国の利益代表部が大使館に格上げされ、国交回復[34]。

と、2015年に入ってから具体的な国交正常化への歩みを進めた。
その後、米ドナルド・トランプ政権下では関係が再び冷え込んでいる。2019年3月4日、アメリカ政府は、キューバ「社会主義」政権が接収した資産に関する訴訟を、亡命キューバ人などがアメリカ国内で起こす権利を認める措置を発表した。

### ラテンアメリカ諸国との関係
1999年にベネズエラでウゴ・チャベス政権が成立してからは、産油国である同国からの石油輸入とキューバからの医師派遣を軸に強固な友好関係が樹立され、2004年に両国との間で米州ボリバル代替統合構想が結成された。2000年代後半に入り、ベネズエラに続いてボリビア、エクアドル、ニカラグアで左派政権が成立するとキューバはこれら諸国と友好関係を築き、2009年6月に米州ボリバル代替統合構想が発展解消する形で米州ボリバル同盟（ALBA）が結成された。

### カナダとの関係
キューバとカナダは友好関係を保っており、カナダは上述のアメリカとの国交正常化交渉開始の際にも、ローマ教皇フランシスコとともに両者の仲介を行った。

### ソビエト連邦及びロシアとの関係
ロシアとはキューバ革命以後、ソ連時代から友好関係にあった。ソ連によるキューバへの核ミサイル配備はアメリカの反発を招き、キューバ危機（1962年）にいたった。その後、キューバはソ連から経済・軍事援助を受け、またアフリカの親ソ派の諸国・組織にキューバ兵や軍事顧問を送って支援した。
1990年代初めのソビエト連邦の崩壊による援助や優遇条件での貿易の停止・縮小はキューバを苦境に追いやったが、ロシアの国力回復と中南米政策の活発化にともない、再び関係は緊密化している。ロシアは2014年に旧ソ連時代からキューバが負っていた債務の9割を減免。2017年にはロシア国営石油会社ロスネフチがキューバへの原油輸出を再開したほか、300台以上の自動車「ラーダ」や75台以上の鉄道機関車の輸出も決まった。国営ロシア鉄道によるキューバ国内鉄道の近代化・延伸も協議されている。

### 日本との関係
日本とは1929年（昭和4年）12月21日に国交を樹立した。1941年（昭和16年）12月9日、太平洋戦争の勃発にともないアメリカに続いて対日宣戦布告し、国交を断絶した。戦後の1952年（昭和27年）11月、サンフランシスコ講和条約締結にともない国交回復。1960年（昭和35年）に通商協定を締結、1961年（昭和36年）に発効。1898年（明治38年）以降、日本人移民がキューバに定住、1999年（平成11年）時点の概数で日系人は800人である。
日本は資本主義体制をとり日米同盟を維持しているが、キューバに対しては地理的・政治的な利害関係を持たず、また長らく最高指導者であったフィデル・カストロが親日家であることもあり、音楽やスポーツを通じた民間交流も盛んである。2012年（平成24年）11月には福岡 Yahoo! JAPANドームと札幌ドームにおいて野球日本代表とキューバ代表による国際親善試合が行われた。そのため、両国関係は政治・経済の両面で良好であり、1989年（昭和64年・平成元年）の昭和天皇崩御の際には喪に服した。また、1997年（平成9年）に発生した在ペルー日本大使公邸占拠事件では、日本政府の要請に対し、キューバがトゥパク・アマルー革命運動（MRTA）のゲリラの亡命受け入れを受諾した。キューバは日本人が観光目的で入国する際にビザ免除を認めている（ただし、事前に大使館、もしくは出発当日の空港でツーリスト・カードを購入する必要がある）。

### 北朝鮮との関係
キューバ革命以後、反米政策を共通とする北朝鮮とキューバは友好的な関係を保っている。キューバ政府は北朝鮮との友好関係を考慮し、長らく韓国と国交を結んでいなかったが、2024年2月14日に韓国と国交樹立。

### 中国との関係
冷戦時代のキューバは1960年代の中ソ対立の中でソ連側についたこともあり、1966年に中国と関係がほぼ断絶した。アンゴラ内戦ではキューバは米中の影響力排除を目的に派兵した。1979年、フィデル・カストロは中国が中越戦争で同じ共産圏のベトナムを攻撃し、キューバに敵対的で南米の親米反共諸国とのコンドル作戦を主導しているチリのアウグスト・ピノチェト政権なども支援していることを批判した。冷戦が緩和した1987年に中国とキューバは関係を正常化した。

## 軍事

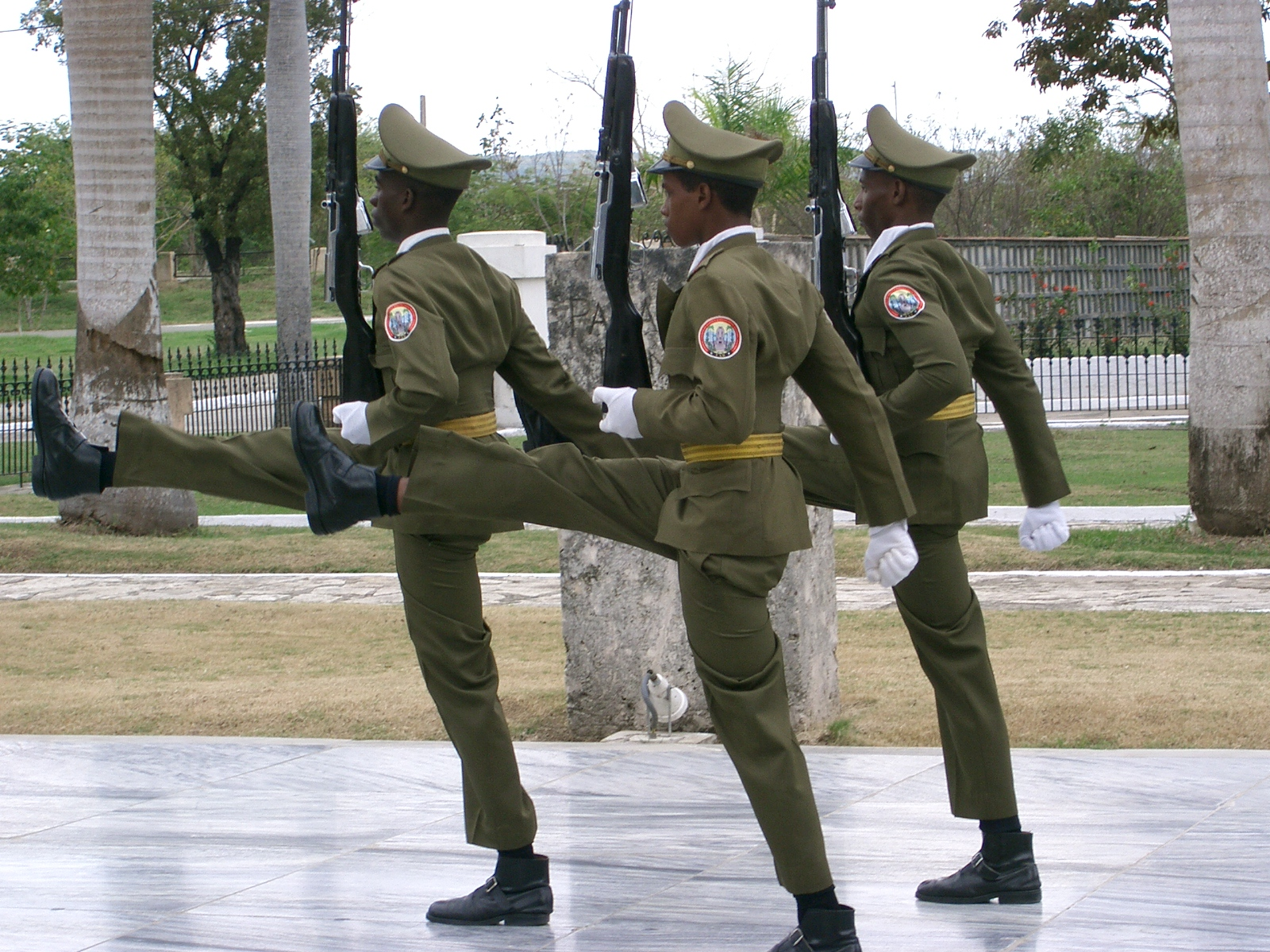
サンティアーゴ・デ・クーバを行進するキューバ革命軍の兵士（2006年）

キューバは革命以来、アメリカ合衆国の侵攻を防ぐために旧東側諸国の装備で重武装しており、現在では4万9,000人ほどの現役兵が常備兵として活動している。そのほか民兵組織などもある。
最高司令官は大統領が兼任。徴兵制度が存在し、17 - 45歳の男子が2年間兵役に服する。国防予算は約7億ドル（2000年）。正規軍であるキューバ革命軍の兵力は、陸軍兵力3万8,000人、海軍兵力3,000人、空軍兵力8,000人。兵器はほとんどがソ連製。正規軍のほか、青年労働軍（6万5,000人）、地方民兵隊（約100万人）などの民兵が存在する（数値はすべて2007年のもの）。

### 情報機関
情報局（DI）が主体となっている。DIは内務省が管轄している。
他には同国共産党中央委員会アメリカ部（Departamento America，DA）や外務省、国家保安省（DSE）や特殊作戦総局（DOE）、軍事情報部（DIM）、軍事保安・防諜部（DCI）が存在している。
嘗ては、国家保安機関が防諜を担っていたが、これは1959年1月1日にフィデル・カストロが権力を掌握した後、国内における一連の情報機関および防諜部門に付けられた総称でもあった為、範囲が幅広かったとされている。

## 地理

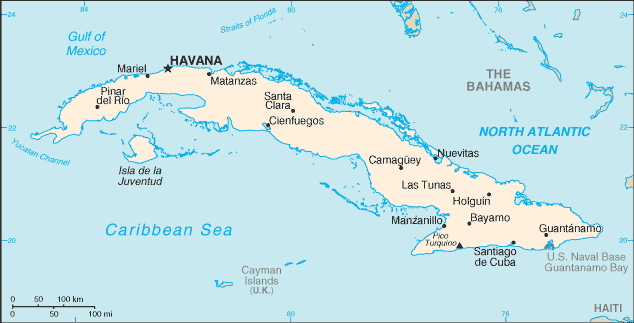
キューバの地図

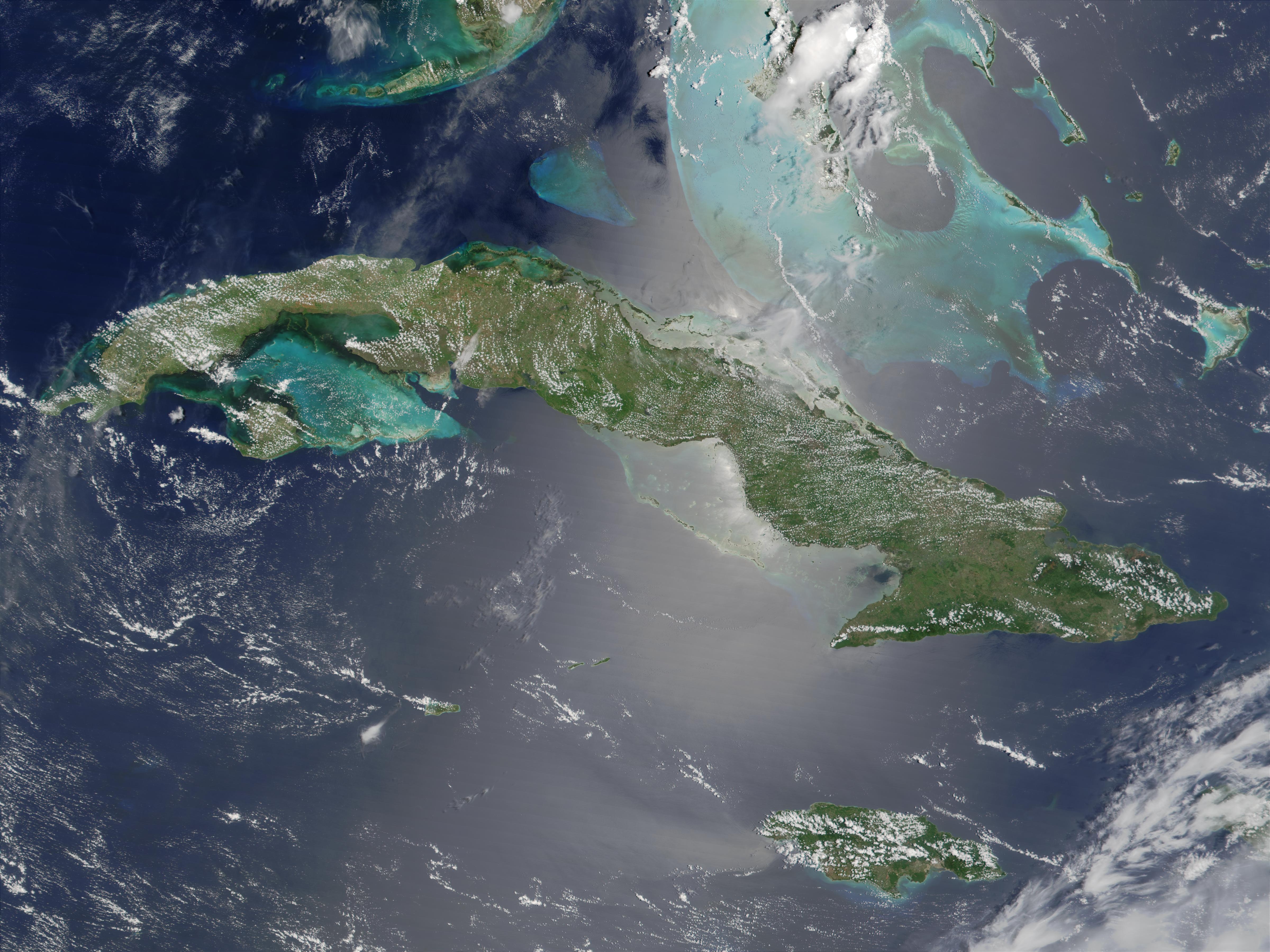
宇宙から見たキューバ

キューバの国土は長さ1,250キロで、キューバ島（本島）、「青年の島」（旧ピノス島）、および1,600あまりの小島と多島海からなる広大な群島によって構成されている。
キューバは、フロリダ半島の南145キロ、ユカタン半島の東210キロに位置し、カリブ海および大西洋とメキシコ湾を結ぶユカタン海峡およびフロリダ海峡を、国土の西部と北部が押さえる要衝にある。国土の東部は、大西洋とカリブ海を結ぶウィンドワード海峡によってイスパニョーラ島と隔てられ、北東部はニコラス海峡、オールドバハマ海峡によってバハマ諸島と隔てられ、南にはジャマイカ島とケイマン諸島がある。
キューバの国土は南北アメリカ大陸、ヨーロッパとの間を結ぶ航路と接し、交易を行ううえで恵まれた位置関係にある。そのため、キューバは古くから通商の要衝として経済的に栄え、かつては「メキシコ湾の真珠」とも呼ばれた。現在、キューバの周辺には、北から時計回りの順に、アメリカ、バハマ、英領タークス・カイコス諸島、ハイチ、ジャマイカ、イギリス領ケイマン諸島、メキシコが存在している。

### キューバ島
キューバの本島であるキューバ島 は、西インド諸島に属するカリブ海で最大の島である。コロンブスの同島「発見」時にはスペイン王国の王族にちなんでフアナ島 と命名されたが、のちにキューバの呼び名が一般化し現在にいたっている（キューバの由来は国名参照）。島の南西には、キューバでキューバ島に次ぐ大きさを持つ「青年の島」が浮かんでいる。
キューバ島の長さは、西端のサン・アントニオ岬から東端のマイシ岬まで約1,225キロ、南北の距離は最大250キロから最小35キロで平均値は80キロと、東西に細長い形状をしている。島の4分の1は山岳地帯となっているが、山地が島の全域に散在していることから、島に山塊はない。主要山岳地帯としては、西部にオルガノス山脈（標高914メートル）、中央部にトリニダー山脈（標高1,200メートル）、南東部にマエストラ山脈という3つの異なる山系がある。
東方山系であるマエストラ山脈は、クルス岬からマイシ岬まで南海岸に沿いながら、250キロに及んで連なっている。ほかの山系と比べると一番長く複雜で、この山脈に属する標高2,005メートルのトゥルキーノ山は、キューバの最高峰としてそびえている。南方斜面が急な断崖をなす一方で北方斜面は緩慢で、北方海岸につながる山地との間にはカウト川流域の中央低地が発達しており、キューバの主要な農業地域に数えられている。中央部山系であるトリニダー山地は、高度が低く多くの山地群で形成されており、銅・マンガン・ニッケル・クロム・鉄鉱石・タングステンなど、地下資源が豊富に埋蔵されている。西部山系であるオルガノス山脈はカルスト地形で、険しい石灰岩の山地・洞窟などが多く、ハバナ付近のコティジャ洞窟が著名である。周辺の丘陵地は、石灰岩の風化土であるマタンサス土壌 で覆われており、肥沃で排水がよく栽植農業地として的合である。
東部と中部、そして西部の山岳地を除けば、島の大部分は200メートル以下のなだらかな起伏の丘陵地や平野であり、土壌も大半は肥沃で、大規模な機械化農業の生産にも適した土地となっている。しかし、その地形により島には水量の豊かな長い川が存在せず、200以上の河川の大半は急流をなす小さな川であるために、船舶の航行はできない。主要河川は、島の南東部を流れるカウト川（全長240キロ）であり、マエストラ山脈を水源とし、グァンタナモ湾に流れ込む。この川はキューバでもっとも長い川であり、下流の約100キロは航行が可能な大きさである。また、重要な内陸水路として水力発電にも利用されている。
島は長くて狭く、複雑で入り組んだ海岸線は全長3,735キロにもなる。海岸には約7万km²の大陸棚があり、海岸線には入江、湾、砂州やマングローブ林、サンゴ礁、湿地、大小の岬、半島が多様な景観を造成し、多くの湾が天然の良港となっている。主要な港は北海岸にハバナ、マタンサス、カルデナス、バイアオンダ、ヌエビタスがあり、南海岸にグァンタナモ、サンティアゴ・デ・クーバ、シエンフエゴス、トリニダーがある。特に、ハバナ港は良港として知られ、通商によって栄えた歴史がある。またグァンタナモ湾は、1903年以降現在にいたるまでアメリカのグァンタナモ米軍基地（南方軍管轄）が存在することで知られている。

### 気候
キューバの気候は亜熱帯気候かつ海洋性気候で、ケッペンの気候区分では典型的な熱帯性サバナ気候に属する。年間の平均気温は摂氏25.5度、夏の平均気温は27度、冬の平均気温は21度であり、夏には東風・南東の貿易風、冬には北東の貿易風が吹く。夏には気温のみならず、湿度も80%前後にまで上昇する。しかし、北東の貿易風が吹くため、気温は和らぎ比較的しのぎやすい環境となる。冬には平均気温が20度近くまで下がるが、それでも日中は気温が30度以上になる。
気温の較差がわずかなため、季節的な気候変化はおもに降水量によって左右される。乾期は11月から4月、雨期は5月から10月である。年平均降水量は約1,400ミリだが、トリニダー山地から「青年の島」にかけての地域では2,000ミリに上り、マエストラ山脈以東の地域では1,000ミリを下回り、グアンタナモが一番少ない。雨季と同じ時期である6月から10月、特に8月から10月にかけて多くのハリケーンが襲来し、おもに北西部地域に風水害を与える。

### 環境

#### 生態系
キューバでは外国人による調査活動が許可されにくく、固有種の生態調査が進んでいなかったが、近年では個人が橋渡し役となることで外国との合同研究が許可されるようになっている。
- 植物界：気候条件上、多様な熱帯性の植物が多数生息している。そのため、キューバ島東部には広い森林があるほか、土壌が肥沃な場所ではサトウキビ、コーヒー、稲の栽培などが行われている。
  - ヤシ類：ダイオウヤシなど30種以上が生息。
  - ほかの分布植物：マホガニー、黒檀、紫檀、アカミノキ、ヒマラヤスギなど。
  - 栽培植物：タバコ、柑橘類。
- 動物界
  - 哺乳類：キューバソレノドン（固有種）、デマレフティア（固有種）など。
  - 鳥類：約137種。代表はコンドル、シチメンチョウ、ハチドリ、コンゴウインコ、フィンチ。
  - 爬虫類：105種。キタアンティルスライダー、アメリカワニ、キューバワニ（固有種）。
  - 魚類および甲殻類：28種。代表はオオガニ、サメ、マグロ。

### 天然資源
キューバの国土は、鉱物資源に恵まれている。特に重要視されている鉱物はニッケル、クロム、銅、鉄、マンガンである。そのほかにも、硫黄、コバルト、黄鉄鉱、石膏、石綿、石油、石灰岩などが採掘されている。
とりわけ、海底油田は北西部地域に未発見の原油ガスが埋蔵されているとされ、これまで中国を含む諸外国による探査掘削作業がたびたび行われてきた。なお、地下資源はすべて政府の所有物とされている。キューバにおけるラテライト、鉄鉱石の埋藏量は20億トン、その中に包含されるニッケルは1.7億トンであり、世界最大の規模である。

## 地方行政区分
歴史的にキューバは6つの地方行政区分に分けられていたが、1976年の再編成によって現在の区分に改められた。現在、キューバの地方行政地域は14の州 と「青年の島」（旧ピノス島）の1特別自治体に区分されており、さらに州の内部には169の自治体が存在している。なお、現在の区分はキューバの独立戦争期にスペイン軍が軍事上の危険区域を分離すべく用いていた地域区分に類似しているとされている。
キューバは中央集権的な政治体制を採用しており、各州・地方自治体が有する自治権は限定的である。各州には州議会が存在するが、その構成員は住民から間接的に選出される。議会は執行委員会の委員を選出し、その委員は各州に5つ存在する地域議会を構成する。そして、地域議会は執行委員会の委員を選出し、その委員が結集することで州議会が構成される。州議会にも執行委員会は存在し、執行委員会は各段階で議会が有する行政機能の監督を行っている。なお、特別自治体である「青年の島」のみは島でひとつの自治体を成しており、地方自治関連の諸問題において直接中央政府の監督を受けている。
2011年1月1日より、ハバナ州が分割されてアルテミサ州およびマヤベケ州が新設された。アルテミサ州にはピナール・デル・リオ州の一部も含まれる。
| 地図上の番号 | 名称（日本語）               | 名称（スペイン語）               |
| ------------ | ---------------------------- | -------------------------------- |
| 01           | ピナール・デル・リオ州       | Provincia de Pinar del Río       |
| 02、4        | ハバナ州                     | Provincia de La Habana           |
| 02           | アルテミサ州                 | Provincia de Artemisa            |
| 03           | ハバナ市                     | Provincia de Ciudad de La Habana |
| 04           | マヤベケ州                   | Provincia de Mayabeque           |
| 05           | マタンサス州                 | Provincia de Matanzas            |
| 06           | シエンフエーゴス州           | Provincia de Cienfuegos          |
| 07           | ビジャ・クララ州             | Provincia de Villa Clara         |
| 08           | サンクティ・スピリトゥス州   | Provincia de Sancti Spirítus     |
| 09           | シエゴ・デ・アビラ州         | Provincia de Ciego de Ávila      |
| 10           | カマグエイ州                 | Provincia de Camagüey            |
| 11           | ラス・トゥーナス州           | Provincia de Las Tunas           |
| 12           | グランマ州                   | Provincia de Granma              |
| 13           | オルギン州                   | Provincia de Holguín             |
| 14           | サンティアーゴ・デ・クーバ州 | Provincia de Santiago de Cuba    |
| 15           | グアンタナモ州               | Provincia de Guantánamo          |
| 16           | 青年の島                     | Isla de la Juventud              |

### 主要都市
2003年の推計によれば、キューバ国民の約75%が都市部に居住している。同国最大の都市は、主要な港湾を有する首都のハバナ で、人口は217万6,000人（国民の約20%）である。ハバナ郊外のマリアナオはビーチリゾートで知られ、周辺域を含めた人口は13万3,016人（1989年）である。
その他の主要都市としては、主要な港湾都市および工業中心地であるサンティアーゴ・デ・クーバ（40万4,100人）、キューバ島内陸の交通要所および商業中心地であるカマグエイ（29万4,000人）、豊かな農業地域であるオルギン（24万2,100人）、農産物加工の中心地であるグアンタナモ（20万8,000人）、サンタ・クララ（20万5,900人）、バヤモ（13万7,660人）、シエンフエーゴス（13万2,200人）、ピナール・デル・リオ、12万8,800人）、ラス・トゥナス、12万6,900人）、マタンサス、12万3,890人）がある。
（出典: CUBAVIP. Population.。ただし、マリアナオの数値のみは英語版の記事に依拠）

## 経済

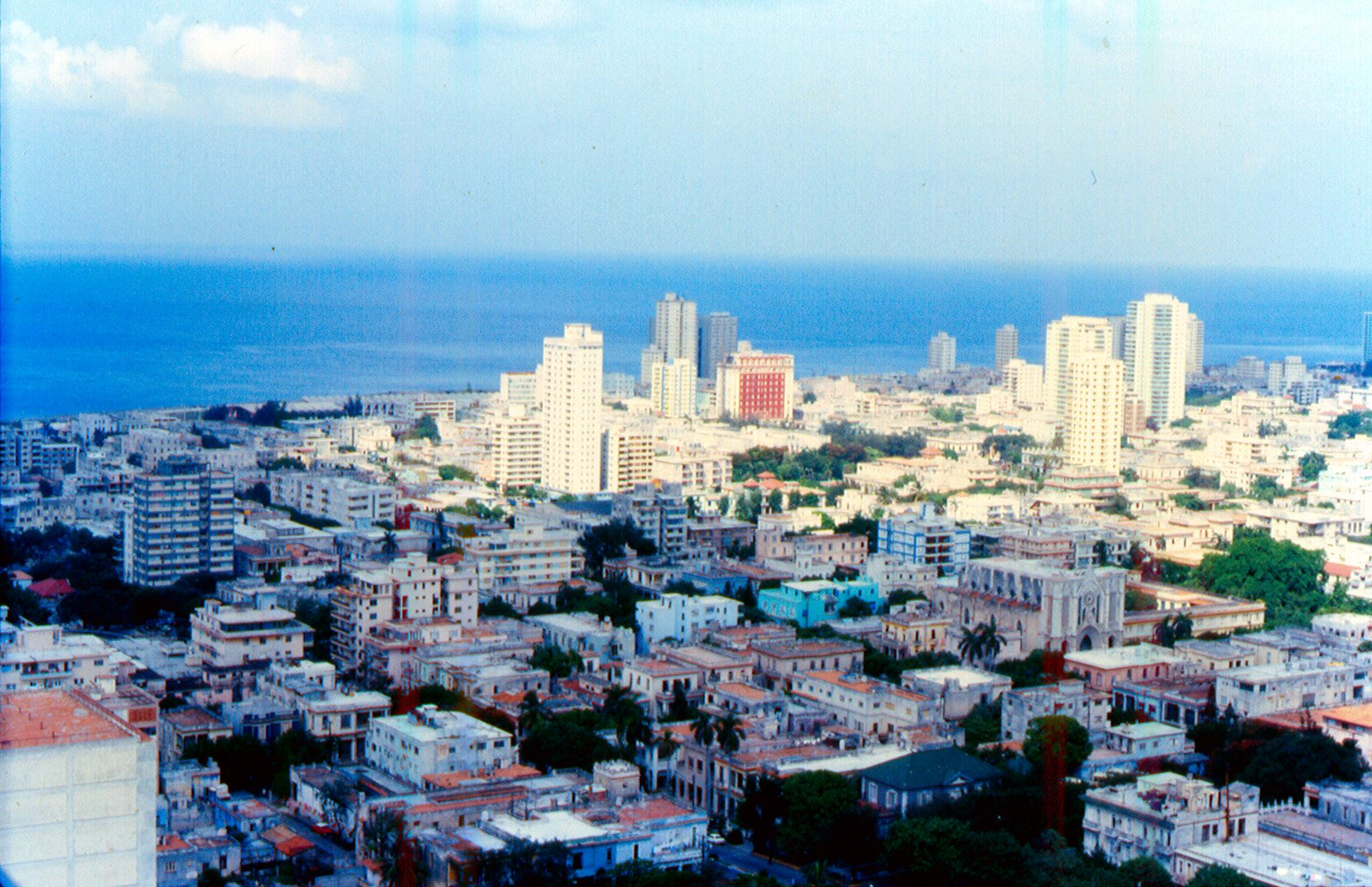
首都ハバナ

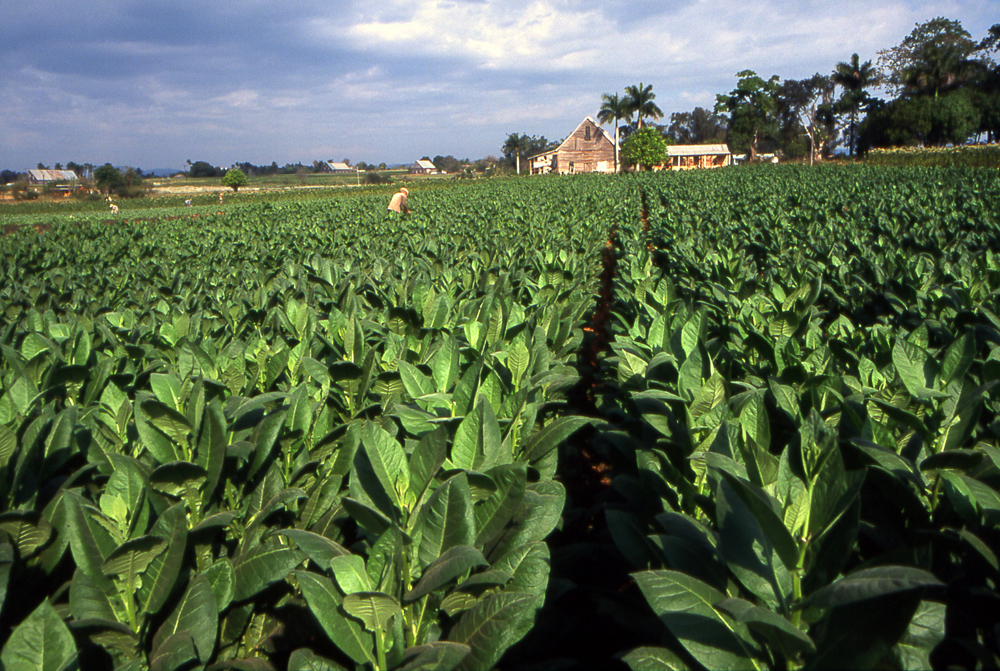
国内のタバコ畑

キューバの伝統的な主要産物は、砂糖、ニッケル、海産物である。キューバ革命以前のキューバ経済は、大土地所有制、資本従属、サトウキビの単一栽培（モノカルチャー）など、植民地的な経済構造の特徴が取り揃えられていた。具体的には、国民総生産の約25%、総輸出額の80%を砂糖が占めていた。また、砂糖生産の60%以上がアメリカ資本に依存しており、砂糖は輸出量の4分の3がアメリカに輸出されていた。ほかにも、土地所有者の8%が、総土地面積の70%以上を所有していた。
革命以後、フィデル・カストロは農地改革と土地国有化を断行して計画経済を推進した。計画では、特に行政・サービス部門の増大が図られ、あわせて工業・貿易が占める比率が高められた。1961年から、政府は単一栽培農業の脆弱性を克服し、工業化を進めるために経済開発計画を推進した。そして1970年代に入ると、工業開発と砂糖生産の増大によって、社会総生産の成長率は年平均9.6%（1970年 - 1976年）を記録した。しかしその後は、砂糖の国際価格下落、経済開発の遅延、慢性的な貿易赤字の発生、経済上の対ソ連依存度の増大などにより、経済成長は再び停滯した。そのため、政府は1981年から国民の消費生活向上に重点を置くようになった。1990年代初頭、経済的に依存していたソ連圏の崩壊で、キューバの経済事情は悪化した。特に、1989年まで続いた年間1,300万トンに及ぶソ連の原油供給が中断したことで、キューバ経済は多大な打撃を受けた。また、アメリカの相次ぐ経済制裁法（1992年のトリチェリ法、1996年のヘルムズ・バートン法）により、一時は食糧不足にも苦しめられた。
この厳しい状況から脱却を図るため、政府は経済・財政改革措置を実施し始めた。具体的には、1993年より外貨所持と使用の解禁、独立採算制の農業組合制度の設立承認、自営業の一部許可といった措置を開始し、1995年には外資が100%出資した企業の設立を認定する新外資法を採択した。また、1997年5月には国内4か所に自由貿易地帯を創設し、2001年にはカリブ海沿岸国と自由貿易協定を締結した。ほかにも、観光・資源部門での外資誘致を積極化し、農業分野においてはモノカルチャーの砂糖生産依存から脱皮を図るべく、オルガノポニコと呼ばれる有機農業へのシフトが顕著となった。一連の経済政策により、1994年以降のキューバは長年の経済沈滞から脱して経済が成長し始めた。しかし、2000年代前半に生じた原油価格高騰や、アメリカ同時多発テロ等の影響、さらには2002年に生じた砂糖価格暴落とベネズエラの政変による石油供給中断などにより、キューバは2002年に経済難を経験し、同年の経済成長は1.1%であったが、2003年は2.6%、2005年には「革命史上最高」の11.8%の経済成長を達成した。しかし、2008年8月に日本向け債権の一部で債務不履行（デフォルト）が発生したことが明らかとなった。
現在でもキューバ経済の中心は砂糖で、基本的には砂糖のモノカルチャー経済から脱却することができていない。ただし、有機農業の増大によって、最近では日本の生協などとの農産物取り引きも行われるようになっている。タイマイを食用として捕獲していることから、1990年代後半には副産物である鼈甲を対日輸出する計画が持ち上がった。このため、ワシントン条約の会議などで輸出を認めるよう各国に説得をして回った時期があった。砂糖以外の主産品としては、第2の輸出品としてニッケルがあり、その輸出量は輸出総額の約10%を占めている。また医薬品系（B型肝炎ワクチンなど）の輸出も10%強をしめている。また、近年では観光業に力を入れ、観光客数がここ数年で年平均18.6%の高成長を遂げたことから、観光業はキューバ最大の外貨獲得源となっている。観光収入は1996年時点で13億米ドルに達しており、2003年は観光客数190万人、観光収入23.2億ドルを記録している。
2011年4月において危機的状態が続く経済を再建するため、市場経済が部分的に導入されることが決まった。食料配給の段階的廃止、不動産の所有権と売買を認めるなど、大きな改革が5年以内に実施される。労働者用の無料食堂はすべて閉鎖された。同年9月にはタバコの配給が停止、禁止されていた自動車売買も同10月に自由化され、住宅の売買も11月に解禁された。人件費支払いが困難なため、2012年3月までに公務員の50万人のレイオフも行われる。失業者の受け皿として自営業の免許を25万人分発行することが決まった。現在の労働者は公務員約470万人、民間労働者約60万人（大半が農家）である。
経済活性化のため、2008年には自営業を許可する業種を拡大。レストランや民泊などの開業が相次ぎ、自営業者は2008年の約14万人から2017年には約58万人へと増えた。開業には納税のほか政府への登録料支払いが必要で、負担を嫌って無許可で開業する国民もいる。自営業で成功した富裕層や、富裕層向け店舗・サービス業（美容室やエステ、ペットショップなど）も出現している。
キューバに経済制裁を科しているアメリカを除いて、外国人観光客や外国資本の進出も増えている。ハバナ旧市街や海浜リゾート地には大型ホテルが建設された。ハバナ近郊には100%外資の操業を認めるマリエル特別開発区（ZEDM）が整備されている。
厳しいながらも1990年代末からプラス成長を維持してきたキューバ経済は2016年、それまで最大の貿易相手国であったベネズエラの政治・経済混乱で、23年ぶりのマイナス成長となった。国際連合ラテンアメリカ・カリブ経済委員会の推計・予測では、2017年は0.5%のプラス成長に戻し、2018年も1%の経済成長率が見込まれている。アメリカのトランプ政権が再びキューバに対して厳しい姿勢を示しているものの、ヨーロッパ諸国からの進出企業や観光客が増えているほか、中国との貿易が拡大しているためである。外国からの渡航者は2016年に前年比14%増え、初めて400万人台（うち米国からは28万人）に乗せた。外国人観光客の来訪には空路のほか、ハバナ港に寄港するクルーズ客船も利用されている。
国際通貨研究所の2016年の報告によれば、平均的なキューバ国民の月給は25ドルほど、比較的高給の公務員で40ドルほどとされる。これに加え、大半の世帯が国外（主に米国）からの家族送金を受け取っているとされ、米国国務省による報告では米国から計約20億ドル、ハバナ・コンサルティング・グループによる2015年分の試算では計約40億ドルがキューバに送金され、その家計を下支えしている。

### 通貨
1994年以降2種類の法定通貨が存在したが、2021年1月1日よりキューバ・ペソ（ペソ・クバーノ）へ一本化された。レートは1米ドル＝24ペソに固定されている。
1994年から2020年12月1日までは外貨兌換券である兌換ペソも法定通貨のひとつとして、主に外国人や観光業で使用されていた。兌換ペソは米ドルと等価とされ、政府公式のレートでは兌換ペソとキューバ・ペソも等価とされていた。しかし民間のレートは1兌換ペソ＝24キューバ・ペソであり、持つ「ペソ」の違いで経済格差ができていた。

## 交通
キューバでは、鉄道が砂糖輸送の重要な交通手段として使われているほか、国土の中央を東西に貫通する高速道路が建設されている。
また、ハバナからフラッグ・キャリアのクバーナ航空が複数のキューバ国内線および、メキシコ、スペイン、ロシアなどへとつながる定期国際航空路を運航しているほか、諸外国の多くの航空会社も乗り入れている。

## 科学技術
キューバ科学技術環境省は同国における科学技術の最高機関として認知されており、キューバ科学アカデミーを前身としている。同省は原子力エネルギーの平和利用、協調的な方法での開発と進化を確保し持続可能な開発に貢献する目的から、環境政策と科学研究を推進している。
なお、キューバ科学アカデミーは嘗てヨーロッパ以外で活動している世界最古の科学アカデミーとして国際的に認知されていた。

## 国民

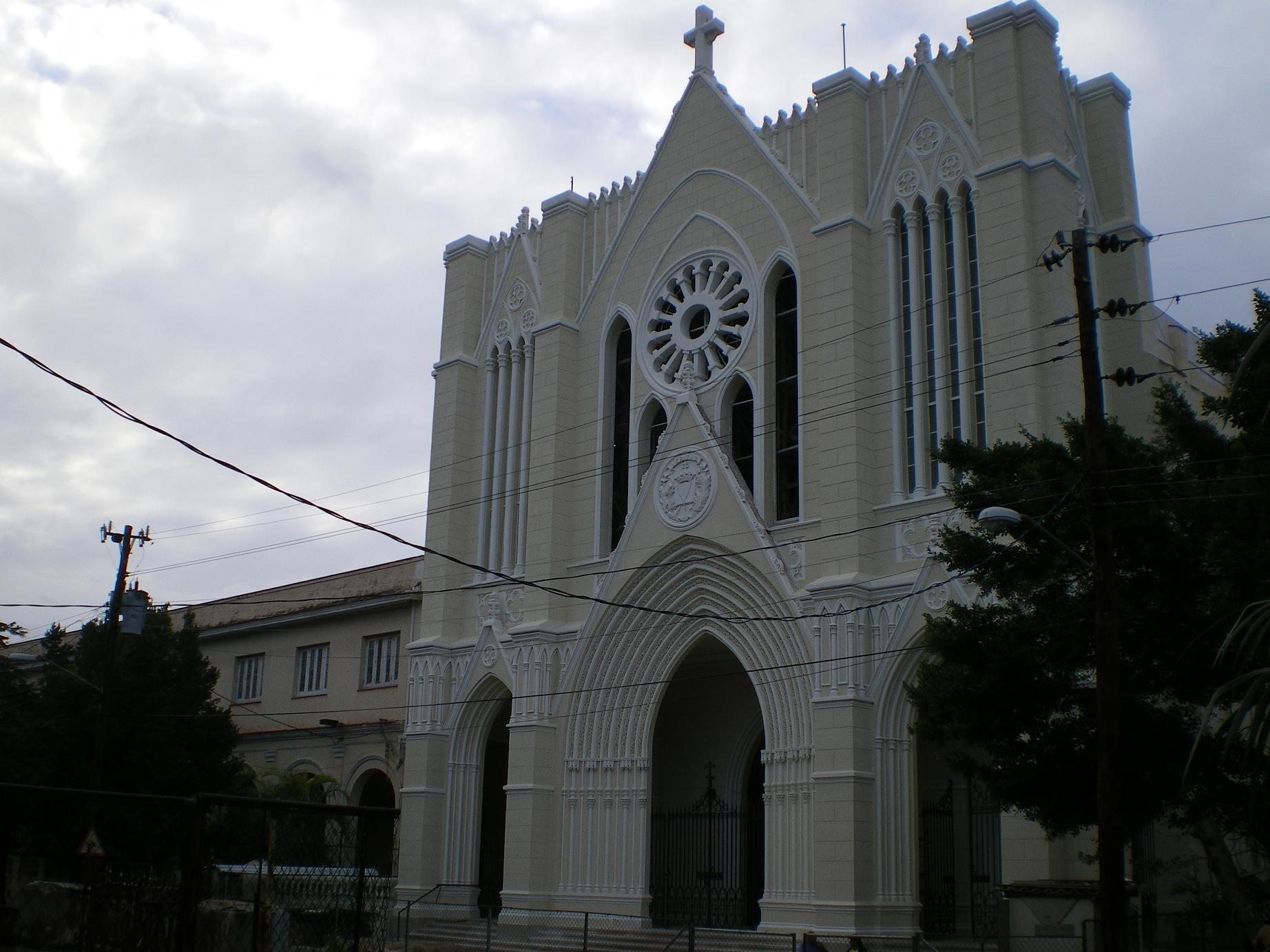
首都ハバナのカトリック教会堂

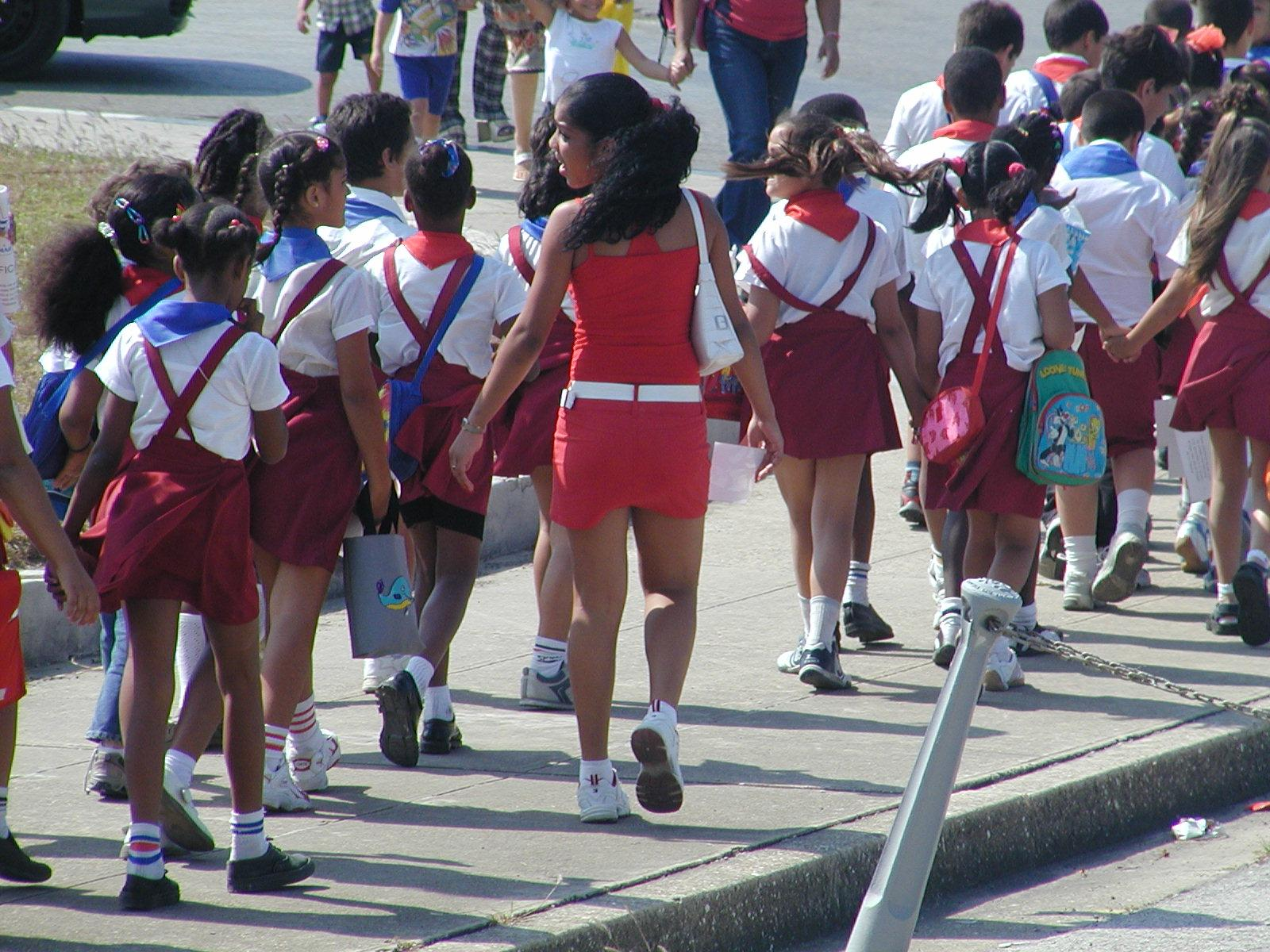
キューバの小学生

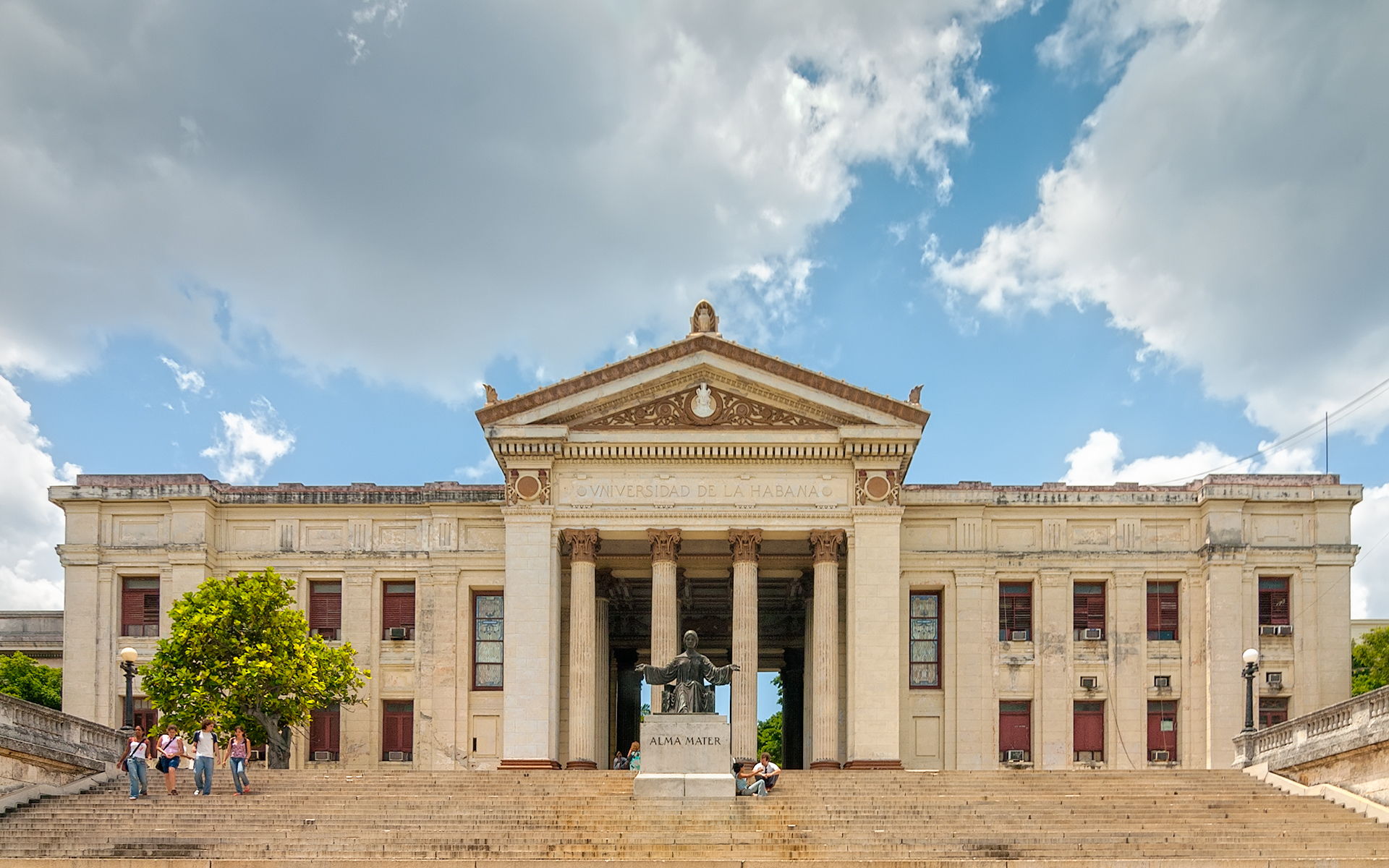
ハバナ大学

キューバは16世紀中にスペイン人の苛政によってインディオが絶滅したため、現在は白人系市民と黒人系市民および少数のアジア系移民で成り立っている。住民の人種構成は、ムラートが37%、欧州系白人が51%（おもにスペイン系）、黒人が11%、中国系が1%であると推定され、他にもメスティーソ、レバノン人がおり、中国人やレバノン人、東インド諸島の植民者のコミュニティがある。キューバ政府は、「人種別の統計は、人種差別につながる」ことを理由に、人種別の統計を取っていない。ただし、推計値では徐々に混血が増加する趨勢となっている。
キューバの白人は19世紀から20世紀の間に移民としてやってきたスペイン人のほかに、フランス人、アイルランド人、ドイツ人（ドイツ系キューバ人）、イタリア人、ポーランド人などを根に持つ。また、アジア系の市民として中国系キューバ人や戦前移民した日系キューバ人も少数存在する。1903年から1933年までの間に72万人のスペイン人、19万人のハイチ人、12万人のジャマイカ人、その他少数の中国人、アメリカ合衆国人移民があった。これらの移民の多くは定住せず帰国した。
1959年のキューバ革命によって成立した現政府の政策により、ラテンアメリカ地域特有の、スペイン植民地時代から続いてきた人種に基づく伝統的階級社会は破壊され、多くの白人支配層や中産階級がアメリカのフロリダ州や西ヨーロッパに亡命した。

### 言語
公用語はスペイン語（キューバスペイン語）である。しかし、観光業に力を入れていること、アメリカ本土に近いこと、そして公教育の普及率が高いことなどから、ホテルやレストラン、都市部などでは英語が通じることもある。

### 宗教
宗教の信仰は原則として自由であるが、今では無信教者が人口の55%にまで達している。キューバでもっとも重要な宗教はカトリックであり、キューバ革命以前は人口の70%以上が教徒であった（1957年）。しかし、フィデル・カストロ政権下で信者数は約40%まで減少し、政府から反革命活動をしていないとみなされる必要があるなど、現在でも教会の布教活動には政府による制約がなされている。
その他の宗教には、プロテスタント、エホバの証人、ユダヤ教、イスラム教、そして民族固有の宗教であるサンテリアなどがあげられる。東部ではハイチからの移民によってヴードゥー教も信仰されている。
日本発祥の宗教として、社会主義国としては珍しくSGIのキューバ支部（キューバ創価学会）が存在している。

### 教育
キューバ革命後、政府は教育・社会福祉部門に対する投資率を高め、関連予算額が国家予算の16%を占めるようになった。その結果、教育の無料化と非識字率の大幅な低下といった成果を上げた。
キューバでは、フィデル・カストロの「アメリカに半植民地にされたのはアメリカのプロパガンダを国民が見抜けなかったから」という考えから、教育に国を挙げて力をいれている。初等教育は義務教育となっており、小学校では20人学級やサブティーチャー制を導入している。2002年のセンサスによれば、15歳以上の国民の識字率は全体で99.8%であり、これはアルゼンチン、ウルグアイ、チリと並んでラテンアメリカ内では最高水準である。また、国民の大半は高等学校を卒業している。
おもな高等教育機関としてはハバナ大学（1728年創立）などが挙げられる。高等教育は、19万1,262人（2001-2002年度）の学生が受けている。
キューバの学校教育においてはスポーツにも力を入れており、特に野球は小学校から大学までの必修科目として取り入れられており、キューバではもっともポピュラーなスポーツとなっている。

### 保健

#### 医療
キューバの医療制度はプライマリ・ケアを重視した医療制度を採用し、独特の社会福祉政策と同様「キューバ・モデル」として有名である。世界保健機関が発行するWorld Health Statistics 2014年度版によると、医療費の公費負担率は2000年度は90.8%、2011年度は94.7%である。2022年時点ですべての医療・教育費は子供から大人まで無償となった。人口1万人中の医師数が67.2人と世界でもっとも多いグループに属する。ファミリードクター制を採用し、各地区に配置された医師が地域住民の健康状態の把握を行っている。家庭医は往診が基本である。被災地への医師の海外派遣も積極的に行っている。これらは、マイケル・ムーア監督の映画『シッコ』で紹介された。キューバの所得水準は世界銀行の定義ではUpper Middle Income Countryに分類され、世界保健機関の年次報告書であるWorld health Statistics 2014年度版によると、世界保健機関が指標として定める妊産婦死亡率、新生児死亡率、乳児死亡率、乳幼児死亡率、成人死亡率は、Upper Middle Income Countriesの平均値よりは低いが、High Income Countriesの平均値よりは高く、平均寿命、平均健康寿命はUpper Middle Income Countriesの平均値よりは高いが、High Income Countriesの平均値よりは低い。

## 社会

### 生活
キューバ国民は世帯ごとに配給手帳を持ち、食品を中心とした配給を受けることができる。配給は無料ではなく段階的な格安販売である。配給量は自由市場の進展などに伴い縮小されており、1990年代初頭では成人男性で1日1600キロカロリー相当とされたが、2001年時点では生活に必要な量の半分に満たない。配給以外での生活物資の購入には自由市場や外貨ショップ、闇市場が利用されるが、外貨収入がない場合の生活は困難であり、地域住民の互助もおこなわれている。
キューバ国民の外国旅行や移住など国外への出国は、1961年の第989号法および1976年の移民法以降、大きく制限されてきた。しかしながらラウル・カストロ政権では一定の制限緩和が打ち出され、2012年の法改正で高額な出国許可証（通称tarjeta blanca、ホワイトカード）の取得や渡航先国からの招待状といった条件は撤廃され、制度上は原則自由化した。

### 施策
- 政府が監督下する文化的施策
  - 図書館：キューバ最大の図書館はハバナの国立図書館（蔵書数約220万冊）である。ハバナをはじめ主要都市には市立図書館が設置されている。
  - 博物館：ハバナの国立博物館は、古典から現代に至る芸術作品、および先住民・文化の遺物を収集している。
  - 補足：一部自治体は、演劇や舞踊などの文化活動を支援している。

### 反乱
同国では嘗てのカストロ政権から、政府を民主的な立ち位置へ変換することを目標とした組織的な活動が顕著に現れている一面がある。
ヒューマン・ライツ・ウォッチの調査報告によれば、キューバ政府はあらゆる形態の政治的反対意見をほぼ弾圧しているとのことである。

## 治安
かつては社会主義国で貧富の差が小さいこともあり、キューバの治安は良好とされていたが近年は外国人観光客や外国人居住者を狙った強盗、ひったくり、スリ、置き引きなどの事件及び比較的裕福なキューバ人や商業施設を狙った強盗・窃盗事件が発生し、治安は悪化の一途を辿っている。特に2種類の換金レートを悪用した両替詐欺や混雑した場所におけるスリ、バッグのひったくりをはじめ、目を離した隙を狙った置き引き、デジタルカメラ及び携帯電話、スマホの寸借持ち逃げ事件が多発している。
日中は観光客の多いハバナ旧市街周辺（特にモロ要塞やカバーニャ要塞周辺で被害が多発）、セントロハバナ周辺等の観光名所で外国人観光客を狙ったスリや置き引き等が発生しており、夜間にはハバナ中心部の比較的人通りの少ない暗い道でひったくりや強盗及び殺人事件が発生しているため、治安の低さによる危険性が今後も高くなりつつあることを留意しなければならない。

### 人権
現地の人権状況はあまり宜しくないとされている節が強い。近年においては、2010年に「政治囚の刑務所環境が劣悪」だとして囚人がハンガーストライキを起こすといった騒動が発生している。

## マスコミ

### 通信とメディア
通信社は国営のプレンサ・ラティーナに一元化されている。国内でもっとも読まれている新聞は、キューバ共産党の機関紙『グランマ』で、スペイン語と英語のウェブサイトを運営している（外部リンク参照）。
キューバは現在でも「キューバ共産党の一党独裁下にあり、言論の自由に制限がある」とされる。これがアメリカ政府によるキューバ制裁継続の一因となっている。フランスに本部を置くジャーナリストの国際的非政府組織「国境なき記者団」が2005年に発表した「世界報道自由ランキング」では、キューバのランクは調査対象の167か国・地域中161位にとどまり、政府の意向に沿わない独立系ジャーナリストの逮捕・投獄・虐待が行われていると指摘されている。2006年5月にはアメリカに本部がある国際非営利団体「ジャーナリスト保護委員会」が発表した検閲国家ワースト10のリスト」でキューバが7位に挙げられた。また、国外からの情報を遮断するためにネット検閲が導入されている。
インターネットへの接続自体は2009年の解禁以降、環境が徐々に整備されてきた。公園など全国約500か所で公衆無線LAN（規格はWi-Fi）で有料接続でき、2017年10月には国営通信会社エテクサが一般家庭向け接続サービスの開始を発表した。国際電気通信連合（ITU）の統計によると、2017年時点でキューバ国民のネット利用率は38%。
米Googleの協力で首都ハバナに2016年開設された唯一のインターネット無料利用センターが接続できなくなっているなど（2018年2月時点）、低所得層を中心にネット利用には依然制約が多い。アメリカ政府はキューバの民主化を促す手段としてインターネットを重視しており、オバマ政権時代にネット関連機器の輸出規制を緩和した。トランプ政権は2018年1月、国務省にキューバでのネット普及を支援する特別部署を設置した。

### テレビ
1940年代、ラジオ局のCM-21PとRHC-Cadena Azulが近々、テレビ放送を開始すると発表したがテレビ局の設立と放送網の構築するにあたって莫大な費用で複雑であったことから予想より大幅に時間がかかった。
1946年12月、ラテンアメリカで初めて、CM-21Pが試験的にマルチポイントでの放送を行った。
1950年10月、ユニオンラジオが開局した後、次々と開局し同月25日に商業用としてテレビが導入されたことによってカリブ海地域では初めて、ラテンアメリカでは2番目に放送を開始した国となった。同年、12月18日にCMQ-TVがチャンネル6で放送を開始。（正式にCMQとしては翌年3月11日。）また、ユニオンテレビが10月下旬にキューバリーグ冬季野球大会の第一試合を生中継したことにより野球がキューバの国民的娯楽として確立するきっかけとなった。この頃は、報道・料理・コメディと多様な番組がありテレビは16インチ350ドルから30インチ2000ドルと高価なものであったが、1952年までに10万台以上が輸入され普及した。
1952年3月10日、フルヘンシオ・バティスタによるクーデター成功によって検閲が行われた。同年、フィデル・カストロによるモンカダ兵営に対して攻撃が行われたため検閲が強化され1953年10月24日まで続いた。再び始まったのはキューバ革命終結後の1959年である。政府は放送網を整備を始めカマグエイに地方局チャンネル11を開局させ翌年、CMQチャンネル6から「CMQ」の名を外した。1961年にはチャンネル6と民間放送のチャンネル4とチャンネル2の広告を終了させた。
1958年3月19日、チャンネル12の「TELECOLOR SA」が16時間に亘るカラー放送を開始したことにより、アメリカに次いで世界で2番目にカラー放送を開始した国となった。
2022年の時点で国営が5局、デジタル放送専門が2局、HDデジタル放送が4局がある他、多数の地方局がある。

### インターネット
1994年6月、アメリカのスプリントとの64KBit/s通信を確立したものの、インターネットの拡大は頓挫した。要因としてソ連崩壊によるキューバ経済の低迷や米国の対キューバ禁輸措置による海底ケーブルの敷設の遅滞、コンピュータとその周辺機器の価格高騰により入手が困難となったことが考えられる。
2009年、オバマ大統領がアメリカ企業がキューバに対してのインターネットサービスの提供を許可することを発表したのち、通信を促進するため規制を修正する動きがあったが、キューバ政府はベネズエラ政府との協力を望み拒否した。同年、テレキューバにフロリダ州キーウェストとハバナの海底ケーブルを敷設の認可が下りていたが、双方の政治的配慮により事業が滞った。
2008年までパソコンや携帯電話の個人所有は政府の許可が必要であったが、合法化されたことで63万台以上が利用可能となった。ただし帯域幅が限られているために企業・学校・研究所など集団で使用される施設を優先とした。その後のネット利用者の推移は2012年に総人口の約30%、2016年7月には38.8％(433万4022人)、2022年時点で総人口の68％が利用している。
ベネズエラとの通信は2011年に光ファイバーが敷設され2013年1月に一般利用者への利用が可能となった。
2015年、政府は国内35ヶ所にWi-Fiスポットを開設し、2018年3月にほとんどの主要都市に拡大し全国約500ヶ所となった。
2018年、年末までにモバイルでのインターネットサービスを提供する計画を掲げ、12月に計画を始動させ2019年に限られた地域で4G通信が始まった。
2019年7月29日、条件付きで家庭や企業でのプライベートのWi-Fiが合法化された。

## 文化
キューバ国民の大半がスペインかアフリカからの移民であるため、キューバの文化はスペインと、アフリカの特にヨルバ（現在のナイジェリア）の伝統文化から影響を受け、それらが混交しているという特徴がある。なお、キューバは、国民の映画鑑賞が盛んな国でもある。

### 食文化
キューバ料理はスペインとアフリカの影響が強く、米、豆、豚肉を多用する。代表的な料理としてはコングリス（豆ご飯）、トストーネス（青バナナのフライ）などが知られる。また、ラム酒とコーヒーが広く飲まれている。

### 文学

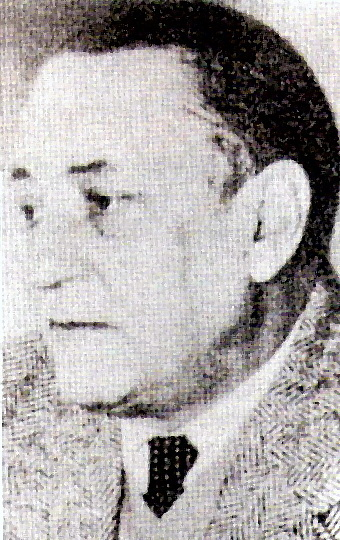
アレホ・カルペンティエル

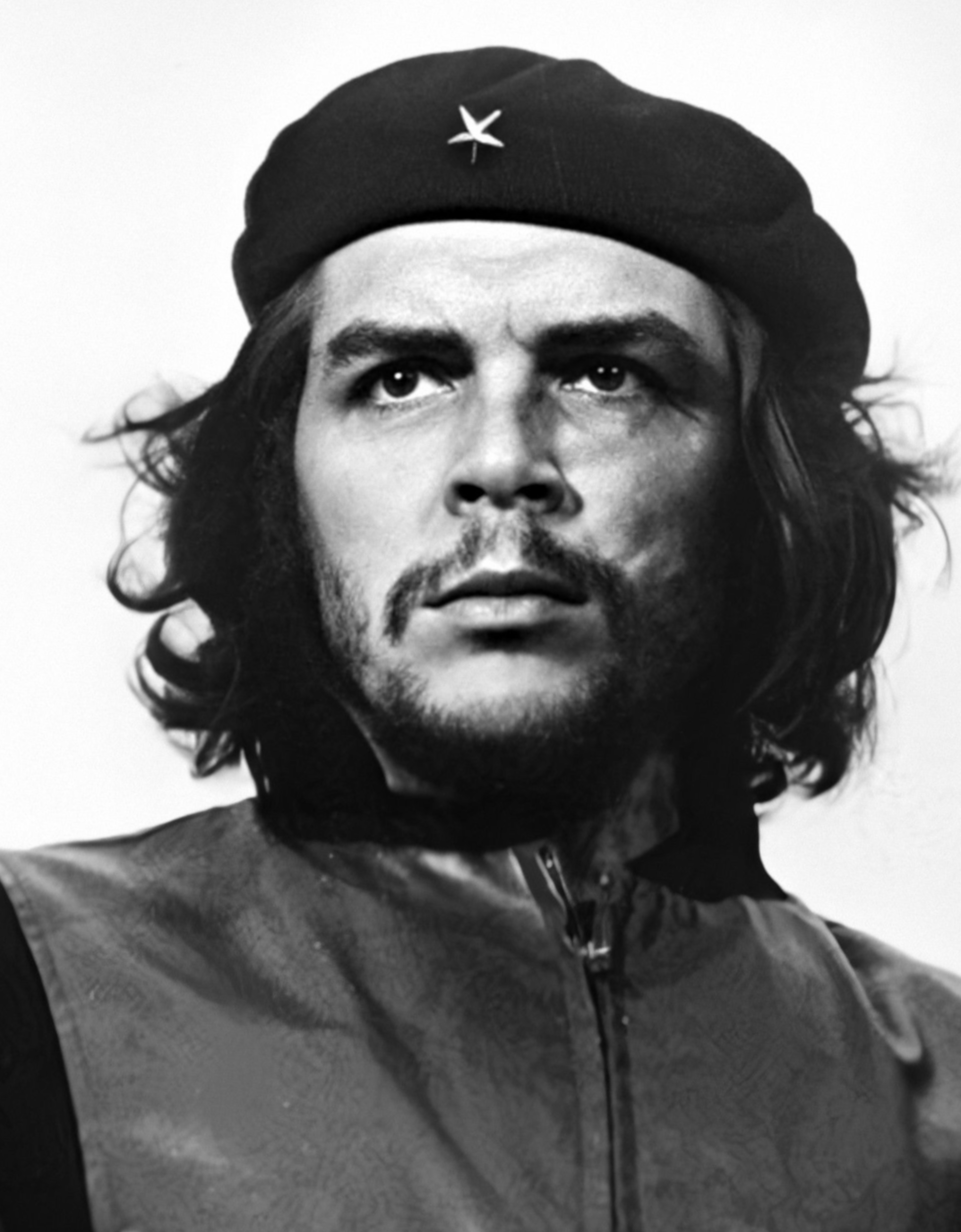
チェ・ゲバラ

19世紀においては、前期にホセ・マリア・エレディアが活躍し、ロマン主義の文学運動においてヘルトゥルディス・ゴメス・デ・アベジャネーダとシリロ・ビリャベルデが活躍した。19世紀後半に汎イスパノアメリカ的な規模での文学運動となるモデルニスモ文学が隆盛を迎えると、キューバからは独立運動家であり、詩人でもあったホセ・マルティによって『イスマエーリョ』などのモデルニスモ的な詩や、『我らのアメリカ』（1891年）などの重要な評論も発表された。
20世紀に入ると、ムラートの詩人ニコラス・ギジェンによって1930年代にソンの形式を取り入れた詩が作られ、アフロ・キューバ文学が確立された。その後、アレホ・カルペンティエルによってハイチ革命を描いた『この世の王国』（1949年）などが発表された。
革命後は、1971年のパディーリャ事件のような革命政権による文学者への弾圧のため、カルペンティエルを例外として多くの作家がキューバを去り、亡命先で執筆を続けた。著名なキューバ人作家としては革命後に亡命し、反フィデル・カストロ運動と『三頭の悲しき虎たち』で知られるギリェルモ・カブレラ＝インファンテや、ホセ・レサマ・リマ、レイナルド・アレナス、ビリヒリオ・ピニェーラ、セネル・パスなどが挙げられる。特にアレナスは亡命先のニューヨークで魔術的リアリズムの傑作として知られる『めくるめく世界』などを残している。
また外国出身者でありながらキューバの文学運動に多大な影響を与えた人物として、キューバをこよなく愛したアメリカ合衆国のアーネスト・ヘミングウェイが挙げられる。そのほかにも、アルゼンチン出身でキューバ革命の指導者の1人であり、紀行文の『モーターサイクル・ダイアリーズ』や革命中のゲリラ戦の経験をまとめた『ゲリラ戦争』（1961年）、『ゲバラ日記』で知られ、閣僚を務めたこともあるエルネスト・チェ・ゲバラは文学においても名高い。

### 音楽
キューバ音楽は、スペイン系とアフリカ系の音楽が融合して生まれたものをベースにいろいろな要素が混じり合って生まれており、ラテン音楽の中枢的な存在となる。アメリカ合衆国のジャズなどとともに20世紀の大衆音楽に大きな影響を与えた。
代表的なキューバ音楽は、スペインのギターとアフリカの太鼓を組み合わせたヨルバ系文化の影響が強いルンバやソンがある。そのほか、大衆音楽の中には、トローバやダンソンのようにヨーロッパ音楽の要素が比較的強く残っているものもある。
19世紀にフランスのジョルジュ・ビゼーがハバネラのリズムを取り入れたときからキューバ音楽の世界への拡大は始まっていたが、キューバ音楽は、まず1930年にソンがアメリカで紹介され、1930年代以降、アメリカを中心に世界中に広まった。ただし、その際にソンが「ルンバ」として紹介されたため、元来のルンバと「ルンバ」と呼ばれるソン（現在でも社交ダンスで「ルンバ」と呼ばれるものは、このソンである）を区別する必要がある。
1950年代には、マンボやチャチャチャが世界的に流行したが、1959年のキューバ革命後はアメリカとの国交が途絶え、また経済封鎖のためもあり、キューバ音楽が世界に広がる経路が狭まった。ただし、スペイン語圏諸国においては影響を持ち続けた。この1970年代から80年代にかけては、革命後のキューバで若い世代のムーブメントとして起こったヌエバ・トローバが、ラテンアメリカにおいては、社会現象といえるほどの人気と影響力を得た。
また、アフリカ的なリズムの素養、ソ連とのつながりによるクラシック的な技術体系が反映されたジャズ演奏者のレベルは非常に高く、70年代の後半にグラミー賞を受けたイラケレ、1990年代に一世を風靡したゴンサロ・ルバルカバ、チューチョ・バルデース（イラケレのリーダー）など、数々のハイレベルなミュージシャンを生んでいる。
冷戦後、1990年代になると、ロス・バン・バン、アダルベルト・アルバレス・イ・ス・ソンなど、ニューヨーク・サルサのセンスも取り入れたソンのグループが次々に現れ、大きな人気を獲得。また、ヨーロッパなどで公演する演奏家も増加した。1990年代末には古老ミュージシャン達を扱った映画（1998年のヴィム・ヴェンダース監督作品『ブエナビスタ・ソシアル・クラブ』）が世界的なヒットとなったこともあり、経済封鎖自体はまだ続いているものの、アメリカ系大手レコード会社が次々にキューバの音楽家と契約し、来日公演なども増加するなど、キューバ・ブームといってよいほどの活況を呈している。
さらに21世紀に入って、中南米スペイン語圏およびアメリカのプエルトリコ系で一大ムーブメントとなったレゲトン (Reggaeton) がキューバにも本格的に到来、レゲエとヒップホップ、そしてキューバ音楽が融合したクバトン（en:Cubaton）が誕生し、キューバの若い世代に強く支持されている。
2001年には西側ロックバンドの公演が許可され、マニック・ストリート・プリーチャーズがカール・マルクス劇場でライブを行った（フィデル・カストロも訪れている）。これ以降はカール・マルクス劇場で海外のバンドの公演が行われるようになった。

### 美術
代表的な画家としては、20世紀半ばに活躍し、アフロ・キューバ美術を再発見したウィフレド・ラムが挙げられる。革命後はラウル・マルティネスらによってキューバの人民革命を鼓舞するプロパガンダ・ポスターが製作された。現在はホセ・ベディア・バルデスの『アメリカ大陸年代記』など、西欧近代文明の限界に挑戦する美術運動が進んでいる。

### 映画
キューバは、ラテンアメリカの映画大国であるブラジル、アルゼンチン、メキシコには及ばないものの、域内では映画制作が盛んな国のひとつである。革命前のキューバの映画産業は脆弱なものだったが、1959年に映画芸術産業庁（ICAIC）が設立されて以来、キューバ独自の映画への取り組みが始まった。ラテンアメリカ初の映画学校が開設されたのもキューバであり、1986年にハバナ国際映画テレビ学校（EICTV）が設立されてからはガルシア・マルケスを筆頭にラテンアメリカ最高峰の人材が映画製作を教えている。
著名な映画人としては、イタリアのネオレアリズモに影響を受け、ブラジルのネルソン・ペレイラ・ドス・サントス、アルゼンチンのフェルナンド・ビッリとともに新ラテンアメリカ映画運動の火付け役ともなった『エル・メガノ』（1955年）のフリオ・ガルシア・エスピノーサや、『ルシア』（1968年）のウンベルト・ソラス、『低開発の記憶』（1970年）、『苺とチョコレート』（1993年）のトマス・グティエレス・アレア、『永遠のハバナ』（2003年）のフェルナンド・ペレスが挙げられる。

### 建築
キューバにおける建築は折衷的かつ多様な建築で有名となっている。

### カーニバル
植民地時代からカトリックの暦に合わせてカーニバルが行われており、特にサンティアーゴ・デ・クーバとハバナのカーニバルは規模が大きい。コンパルサやコンガと呼ばれるチームが楽器と歌と踊りを交えて道路を練り歩く。

### 世界遺産
キューバ国内には、ユネスコの世界遺産リストに登録された文化遺産が6件、自然遺産が2件存在する。詳細は、キューバの世界遺産を参照。

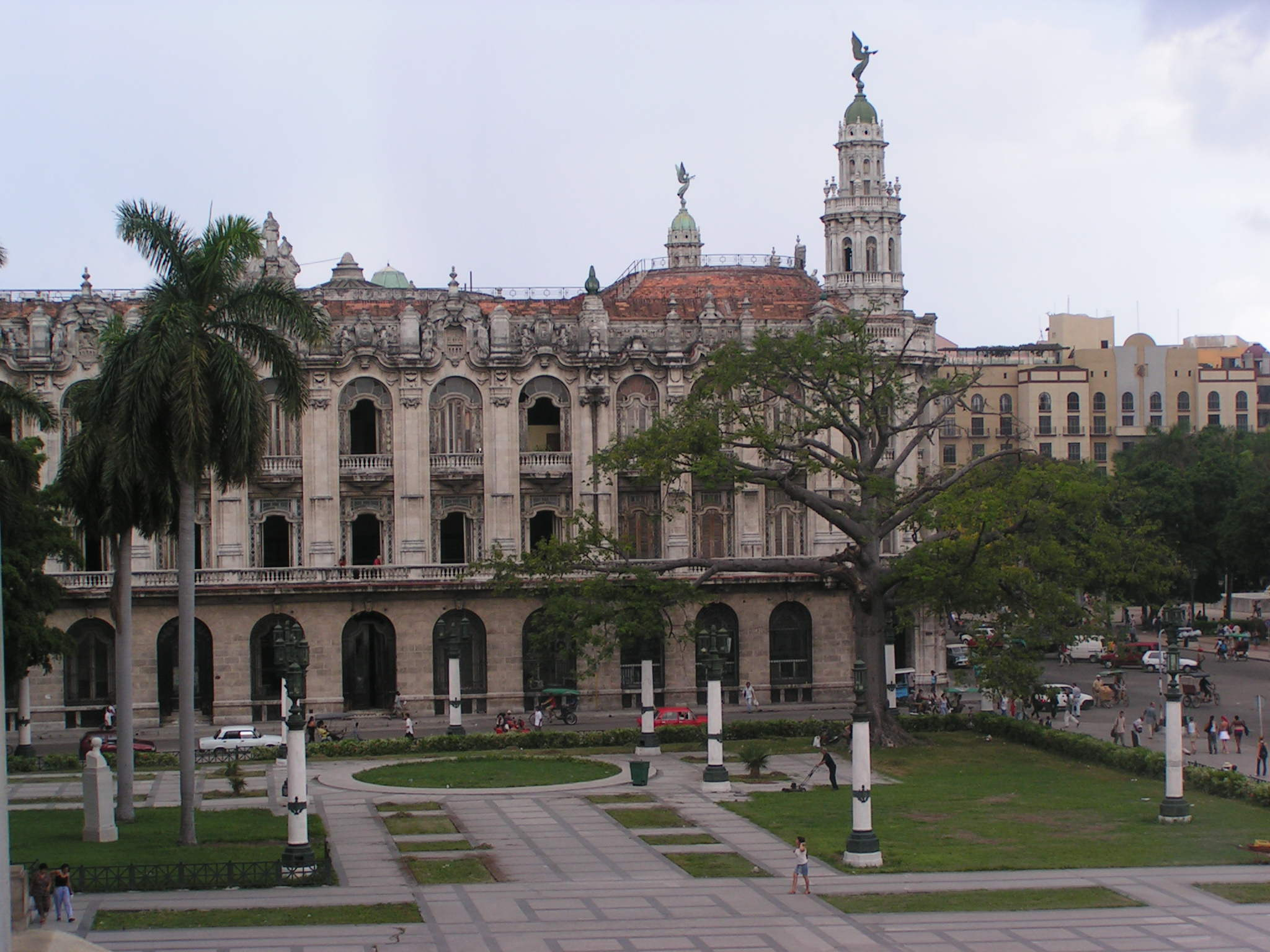
ハバナ旧市街とその要塞群 - （1982年、文化遺産）
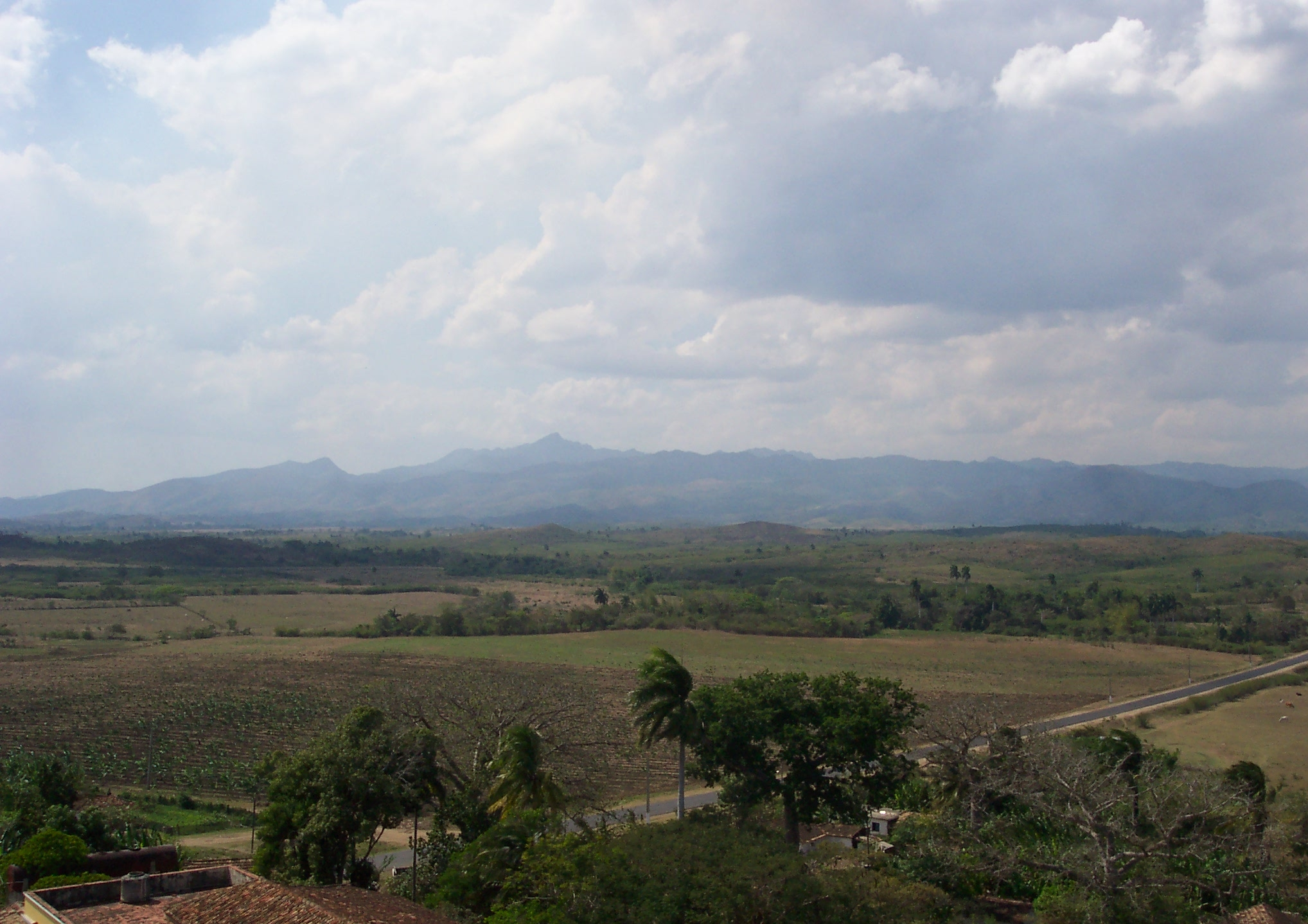
トリニダードとロス・インヘニオス渓谷 - （1988年、文化遺産）
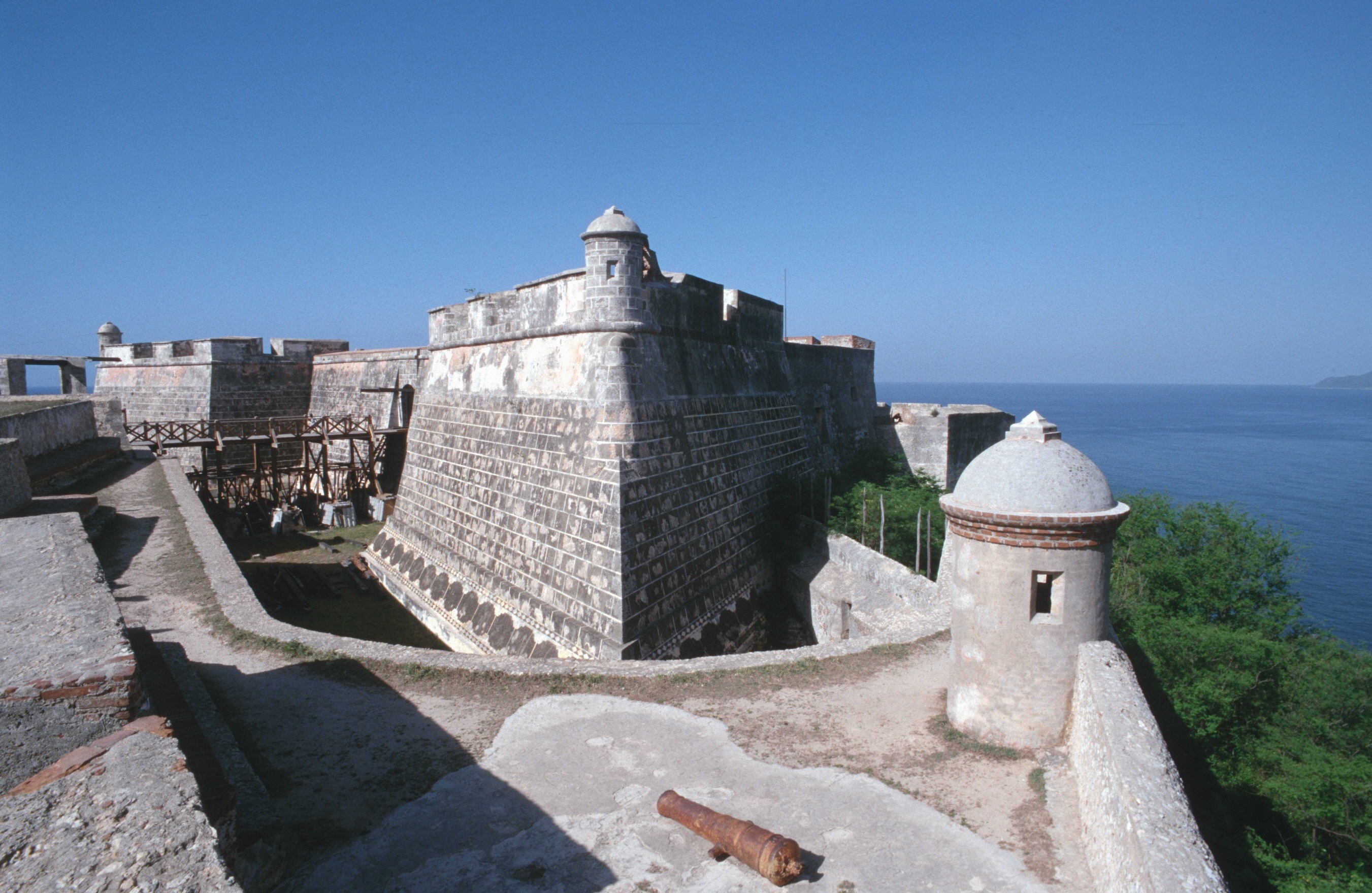
サンティアーゴ・デ・クーバのサン・ペドロ・デ・ラ・ロカ城 - （1997年、文化遺産）
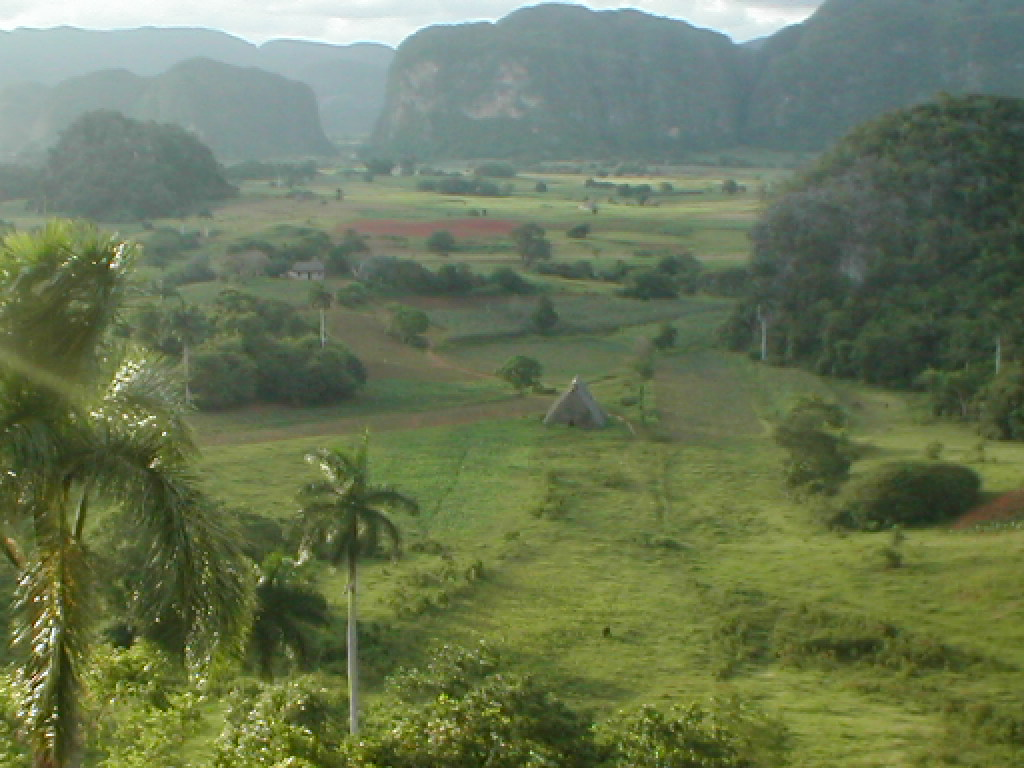
ビニャーレス渓谷 - （1999年、文化遺産）
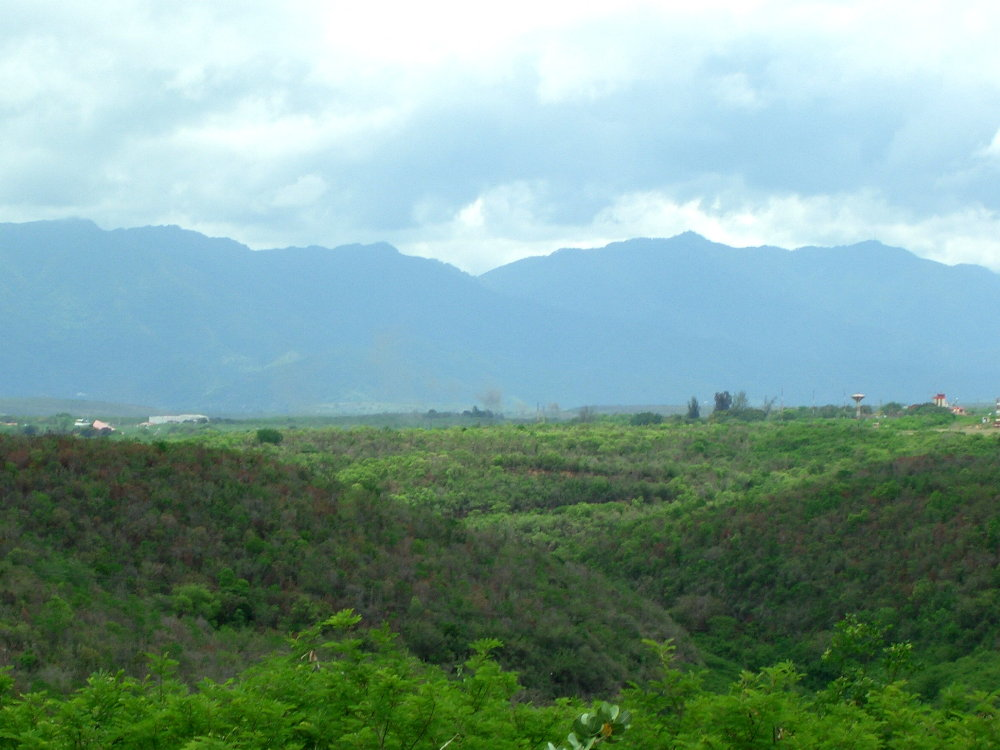
キューバ南東部のコーヒー農園発祥地の景観 - （2000年、文化遺産）
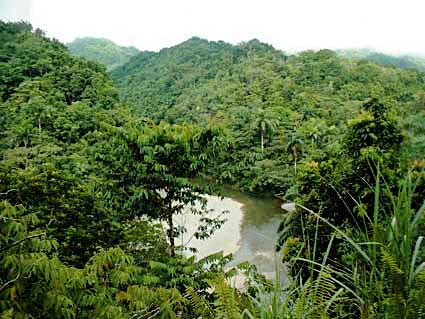
アレハンドロ・デ・フンボルト国立公園 - （2001年、自然遺産）
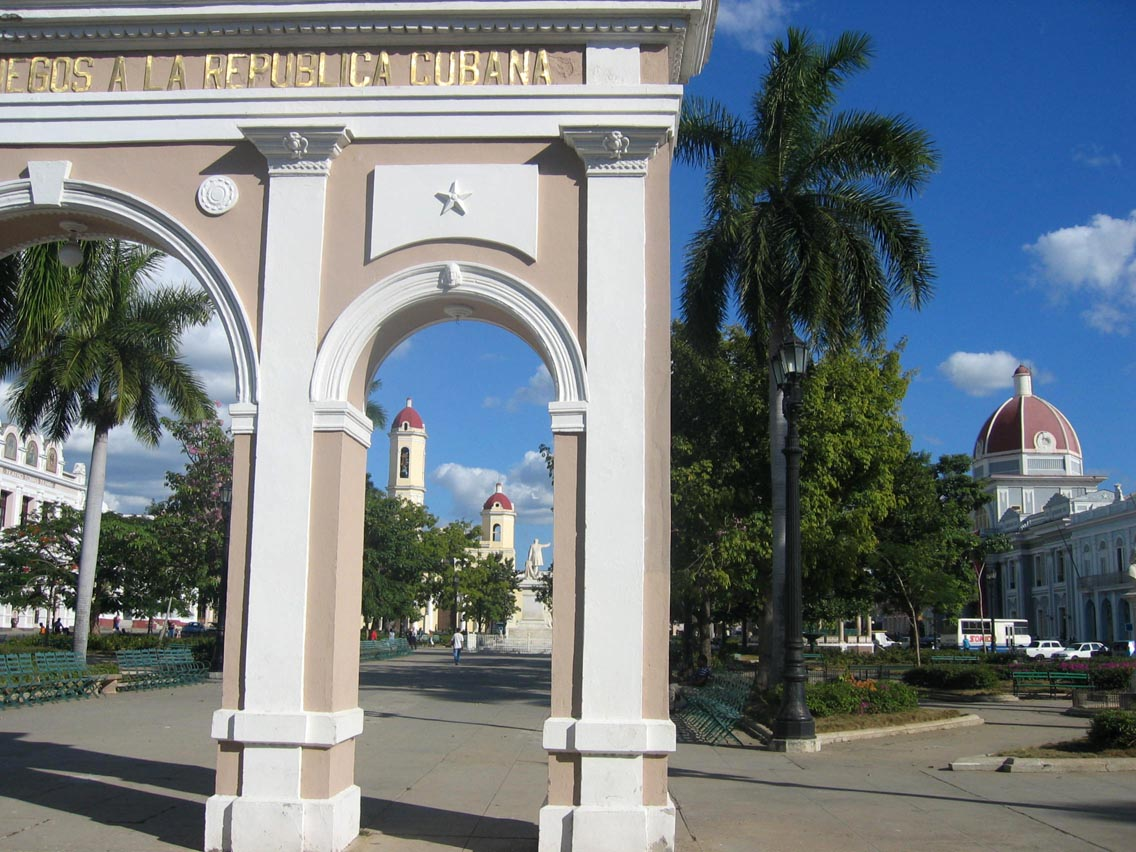
シエンフエーゴスの都市的歴史地区 - （2005年、文化遺産）

### 祝祭日
| 日付     | 日本語表記                     | 現地語表記                | 備考 |
| -------- | ------------------------------ | ------------------------- | --- |
| 01月01日 | 解放記念日                     | Triunfo de la Revolución  | バティスタが1959年1月1日未明に亡命したことで、フィデル・カストロのキューバ革命が達成されたことを記念する日。 |
| 05月01日 | メーデー                       | Día de los trabajadores   | |
| 07月26日 | モンカダ兵営襲撃（革命記念日） | Asalto al cuartel Moncada | 1953年に、フィデル・カストロ率いる160名の兵士が、サンティアーゴ・デ・クーバにあるキューバ陸軍モンカダ兵営を襲撃した日。襲撃は完全に失敗したが、後に反政府組織「7月26日運動」の名称由来となったこともあり、現在ではフィデル・カストロ主導によるキューバ革命の始まりであると考えられている。通常は、他の2, 3日の祝日とともに祝われる。 |
| 10月10日 | 独立戦争開始記念日             | Día de la Independencia   | 1868年に、カルロス・マヌエル・デ・セスペデスが自己所有の奴隷に自由を与え、スペイン植民地当局に対する独立戦争(十年戦争)を開始した日。 |
| 12月25日 | クリスマス                     | Navidad                   | キューバ革命後、クリスマスは休日をともなう祝日ではなくなった。しかし、1998年のローマ教皇ヨハネ・パウロ2世の訪問を受け、政府は再びクリスマス休暇を復活させた。 |

### スポーツ
オリンピック
キューバ国内では社会主義国の利点を生かして、国家による選手育成が幼年期から一貫して行われている。また高い医療水準にも支えられ、キューバ選手は夏季オリンピックを中心に輝かしい成績を収めてきた。人口比での金メダル数は世界トップクラスであり、2004年アテネオリンピックでは9個を獲得した。さらに社会主義国のためにイデオロギーがスポーツに優先する国情があり、かつてはオリンピックのボイコットも行った。現在でも、特にアメリカとの関係で国際大会への参加に支障が出る場合がある。キューバがスポーツの中で特に力を入れるのは、各オリンピックで金メダルを量産しているボクシングや野球やフェンシング、それに女子のバレーボールである。さらに柔道やレスリング、陸上競技の跳躍系種目でも好成績を収めている。一方でバスケットボールなどの成績は振るわず、冬季オリンピックには参加経験そのものがない。
さらにキューバでは「オリンピックスポーツ選手」が「スポーツ選手」のステータスであり、野球代表等はその下に位置する。なお、すべてのスポーツ選手はアマチュアの国家公務員（いわゆるステート・アマ）であり、国内では一般国民と比較して好待遇が与えられている。特に金メダリストは国家英雄として称賛されるが、アメリカなどのプロ選手と比べるとその報酬額ははるかに少ない。そのため、有力選手の中にはアメリカへの亡命者も出現する。また亡命に失敗した選手は国際大会への派遣が行われず、キューバ選手団は常に外部との接触を厳しく制限されながら競技会に参加するという弊害も起こっている。
野球
サッカー
キューバでサッカーのイメージは一見無いものの、実はサッカーキューバ代表はFIFAワールドカップには1938年大会に1度だけ出場を果たしている。さらにCONCACAFゴールドカップには10度も出場しており、これまでに3回ベスト8に進出した事もある。また、カリビアンカップでは2012年大会で初優勝を達成している。なお、1912年にはサッカーリーグの『カンペオナート・ナシオナル・デ・フットボール・デ・キューバ』も創設されている。

## 著名な出身者
- フアン・アロンソ（元サッカー選手）
- ホセ・アブレイユ（野球選手）
- アリシア・アロンソ（バレエダンサー、舞踏家、キューバ国立バレエ団監督）
- オスマニー・ウルティア（元野球選手）
- グロリア・エステファン（ロックヴォーカリスト&シンガーソングライター）
- トニー・オリバ（元メジャーリーガー）
- レイ・オルドニェス（元メジャーリーガー）
- ホエール・カサマヨール（プロボクサー、バルセロナオリンピック金メダリスト、現世界チャンピオン）
- スリア・カラタユド（陸上競技選手）
- アンディ・ガルシア（俳優）
- ホセ・カンセコ（元メジャーリーガー）
- バート・キャンパネリス（元メジャーリーガー）
- オレステス・キンデラン（元野球選手）
- マイク・クェイヤー（元メジャーリーガー）
- ユリエスキ・グリエル（メジャーリーガー）
- セリア・クルース（サルサ歌手）
- アルベルト・コルダ（写真家）
- ホセ・コントレラス（メジャーリーガー、フィリーズ）
- ルディ・サーゾ（ベーシスト）
- チュス・アロンソ（元サッカー選手）
- SHEILA（モデル、タレント）
- フアン・トゥニャス（元サッカー選手）
- コンパイ・セグンド（音楽家・ブエナ・ビスタ・ソシアル・クラブ）
- フレデリク・セペダ（野球選手）
- アロルディス・チャップマン（メジャーリーガー、レッズ）
- ルイス・ティアント（元メジャーリーガー）
- マーティン・ディーゴ（元ニグロリーガー、アメリカ野球殿堂入り）
- オレステス・デストラーデ（元日本プロ野球選手）
- アルフレド・デスパイネ（日本プロ野球選手）
- クリストバル・トリエンテ（元ニグロリーガー、アメリカ野球殿堂入り）
- カミロ・パスカル（元メジャーリーガー）
- アントニオ・パチェコ（元野球選手）
- ロベルト・バルボン（元日本プロ野球（阪急、現・オリックス）選手）
- ラファエル・パルメイロ（元メジャーリーガー）
- ペレス・プラード（「マンボの王様」）
- アリエル・ペスタノ（元野球選手）
- ノルヘ・ベラ（元野球選手）
- トニー・ペレス（元メジャーリーガー、アメリカ野球殿堂入り）
- オマーラ・ポルトゥオンド（歌手ブエナ・ビスタ・ソシアル・クラブ）
- マチート（アフロ・キューバン・ジャズの創始者、コンゲーロ）
- ミニー・ミノーソ（元メジャーリーガー）
- ヘルマン・メサ（元野球選手）
- ホセ・メンデス（元ニグロリーガー、アメリカ野球殿堂入り）
- リバン・モイネロ（日本プロ野球選手）
- ケンドリス・モラレス（メジャーリーガー、マリナーズ）
- ペドロ・ラソ（プロ野球選手）
- アレクセイ・ラミレス（メジャーリーガー、ホワイトソックス）
- オマール・リナレス（元日本プロ野球（中日）選手）
- ドルフ・ルケ（元メジャーリーガー）
- ゴンサロ・ルバルカバ（ジャズ・ピアニスト）
- カミラ・カベロ（歌手）
- オスヴァルド・アロンソ（サッカー選手）
- オネル・エルナンデス（サッカー選手）

## 象徴
キューバの国の象徴には、嘗ての宗主国であったスペインの文化に由来するものが含まれている。